# Vitteaux
Pour l’article ayant un titre homophone, voir Vito.
Vitteaux est une commune française située dans le département de la Côte-d'Or, en région Bourgogne-Franche-Comté.
Ses habitants sont les Vitteliens et Vitteliennes.

## Géographie
Vitteaux, traversé par la Brenne, est une commune du canton de Semur-en-Auxois, peuplé par plus de 1 100 habitants. Situé à une altitude de 335 mètres et sur une surface de 2 070 hectares, Vitteaux est sous la bonne garde du plateau de Myard. Sur un territoire vallonné, agriculture et prairies d'élevage occupent la majorité des sols, les hauteurs sont généralement boisées. La commune est à 47 km au nord-ouest de Dijon, en rejoignant l'A 38 ; l'A6 / E15 passe au sud-ouest de la commune. Un itinéraire cycliste, reprenant en partie le tracé d'une ancienne ligne de chemin de fer, rejoint Posanges au nord, et des circuits pédestres ont été aménagés autour des centres d'intérêt (éperon barré de Miard, roches de Saffres).

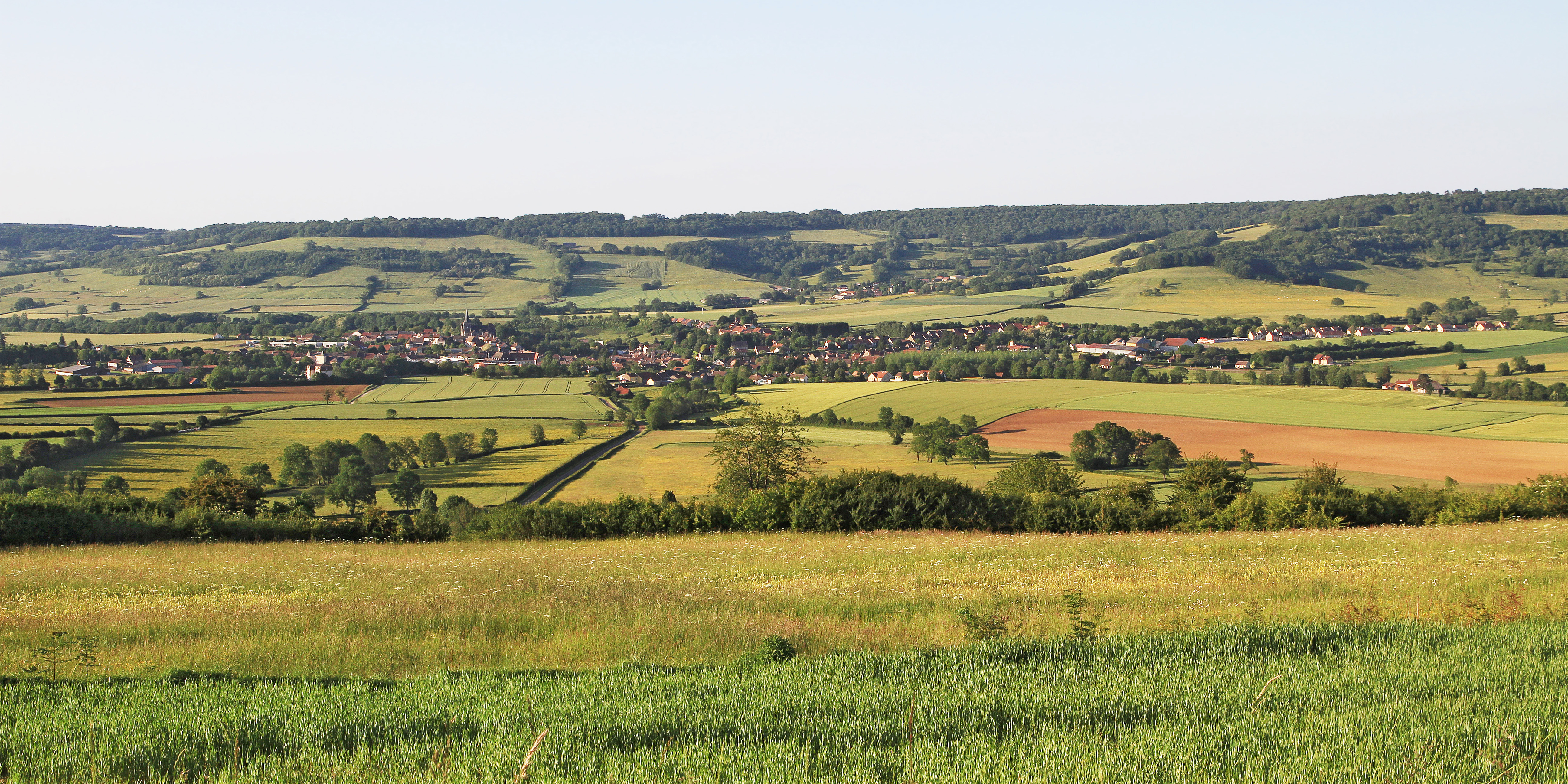
Vitteaux, en arrière-plan Cessey-lès-Vitteaux, montagnes de Chardon à gauche et de Come-Chaloir à droite (vue depuis la côte de Vesvres).

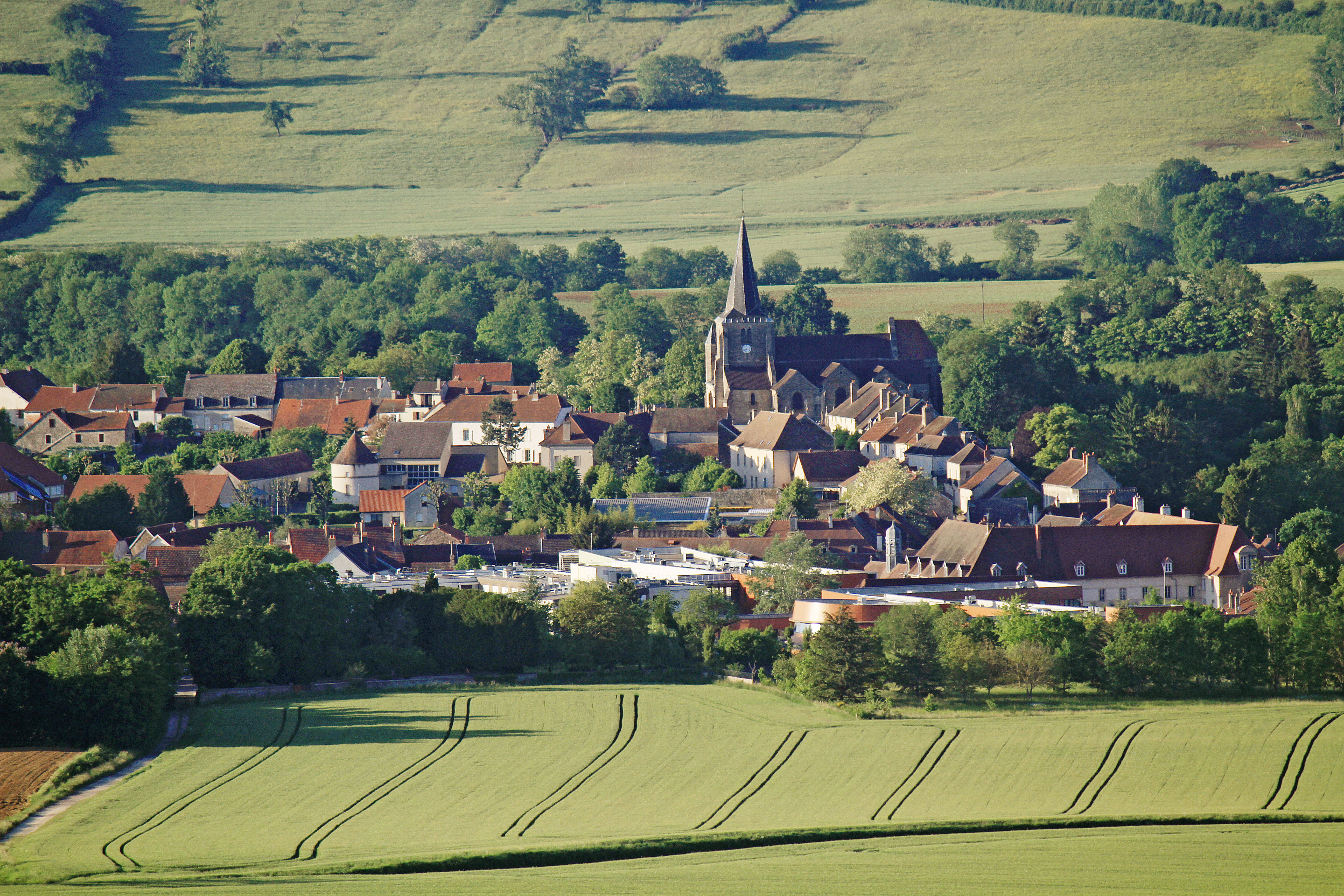
Vitteaux-centre vu depuis la côte de Vesvres

### Hydrographie
La Brenne a formé une plaine (310–320 m d'altitude) dans laquelle se sont installées les agglomérations de Vitteaux et de Cessey-lès-Vitteaux. De chaque côté le relief remonte vers des plateaux largement boisés (à plus de 500 m d'altitude), au sud-ouest la montagne de Miard, au nord-est le plateau de Dampierre-en-Montagne (montagnes de Chardon, de Come-Chaloir). Plusieurs sources apparaissent dans les versants et alimentent des ruisseaux (ruisseaux de Miard, du Pontot, de la Fiolle, de Roche-d'Hys, de la Batarde…) qui participent toutes au débit de la Brenne. La source du Pas est captée pour la distribution d'eau. La Brenne fait partie du bassin versant de la Seine par l'Armançon et l'Yonne, elle entraînait autrefois plusieurs moulins (Moulin Blanc, moulin du Foulon, Moulin-Brûlé, Moulin du seigneur (Moulin mousseron)…).

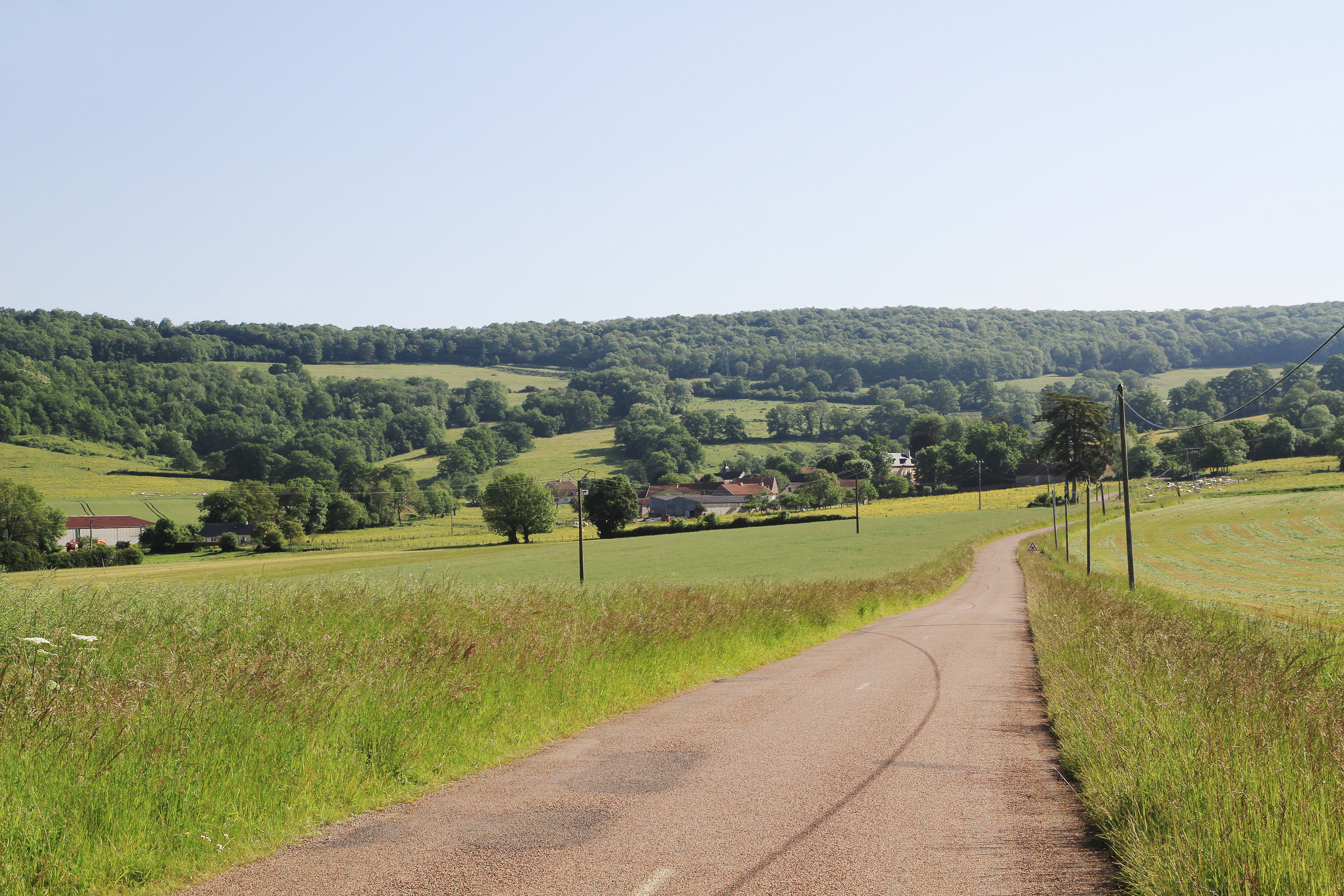
Cessey-lès-Vitteaux depuis la route de Vitteaux

### Hameaux, écarts, lieux-dits
- Le village de Vic-de-Chassenay comprend le quartier de Come-Paris.
- Hameaux détachés du village : Cessey-lès-Vitteaux et son quartier Beauregard.
- habitat ou bâti écarté : fermes de Saint-Joseph, de Miard, du Moulin-Brûlé, bergeries Saint-Pierre, de Bellevue.
- lieux-dits d'intérêt local : montagne de Miard (ou Myard, ancien éperon barré), côte de la Justice, moulin du Foulon, le Moulin Blanc.

### Climat
Pour des articles plus généraux, voir Climat de la Bourgogne-Franche-Comté et Climat de la Côte-d'Or.
En 2010, le climat de la commune est de type climat des marges montargnardes, selon une étude du Centre national de la recherche scientifique s'appuyant sur une série de données couvrant la période 1971-2000. En 2020, Météo-France publie une typologie des climats de la France métropolitaine dans laquelle la commune est exposée à un climat océanique altéré et est dans la région climatique  Lorraine, plateau de Langres, Morvan, caractérisée par un hiver rude (1,5 °C), des vents modérés et des brouillards fréquents en automne et hiver. 
Pour la période 1971-2000, la température annuelle moyenne est de 10,7 °C, avec une amplitude thermique annuelle de 17,2 °C. Le cumul annuel moyen de précipitations est de 809 mm, avec 12,1 jours de précipitations en janvier et 8 jours en juillet. Pour la période 1991-2020, la température moyenne annuelle observée sur la station météorologique de Météo-France la plus proche, « Pouilly-en-Aux_sapc », sur la commune de Pouilly-en-Auxois à 15 km à vol d'oiseau, est de 10,7 °C et le cumul annuel moyen de précipitations est de 859,1 mm,. Pour l'avenir, les paramètres climatiques de la commune estimés pour 2050 selon différents scénarios d'émission de gaz à effet de serre sont consultables sur un site dédié publié par Météo-France en novembre 2022.

## Urbanisme

### Typologie
Au 1er janvier 2024, Vitteaux est catégorisée bourg rural, selon la nouvelle grille communale de densité à 7 niveaux définie par l'Insee en 2022.
Elle est située hors unité urbaine et hors attraction des villes,.

### Occupation des sols
L'occupation des sols de la commune, telle qu'elle ressort de la base de données européenne d’occupation biophysique des sols Corine Land Cover (CLC), est marquée par l'importance des territoires agricoles (80,2 % en 2018), une proportion identique à celle de 1990 (80,2 %). La répartition détaillée en 2018 est la suivante : 
prairies (44,8 %), terres arables (32,7 %), forêts (13,4 %), zones urbanisées (4,4 %), zones agricoles hétérogènes (2,8 %), milieux à végétation arbustive et/ou herbacée (1,9 %). L'évolution de l’occupation des sols de la commune et de ses infrastructures peut être observée sur les différentes représentations cartographiques du territoire : la carte de Cassini (XVIIIe siècle), la carte d'état-major (1820-1866) et les cartes ou photos aériennes de l'IGN pour la période actuelle (1950 à aujourd'hui).

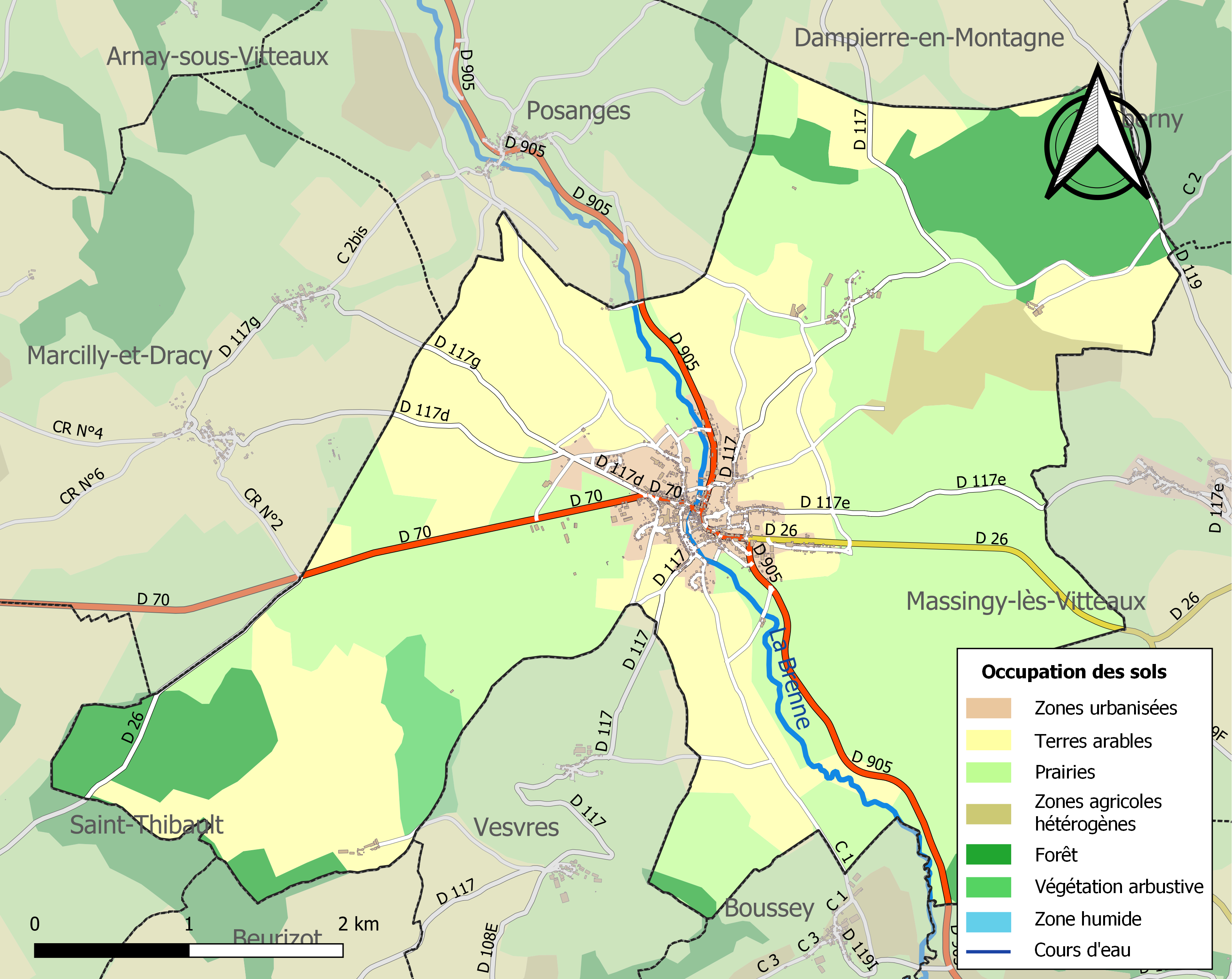
Carte des infrastructures et de l'occupation des sols de la commune en 2018 (CLC).

## Histoire

### Préhistoire

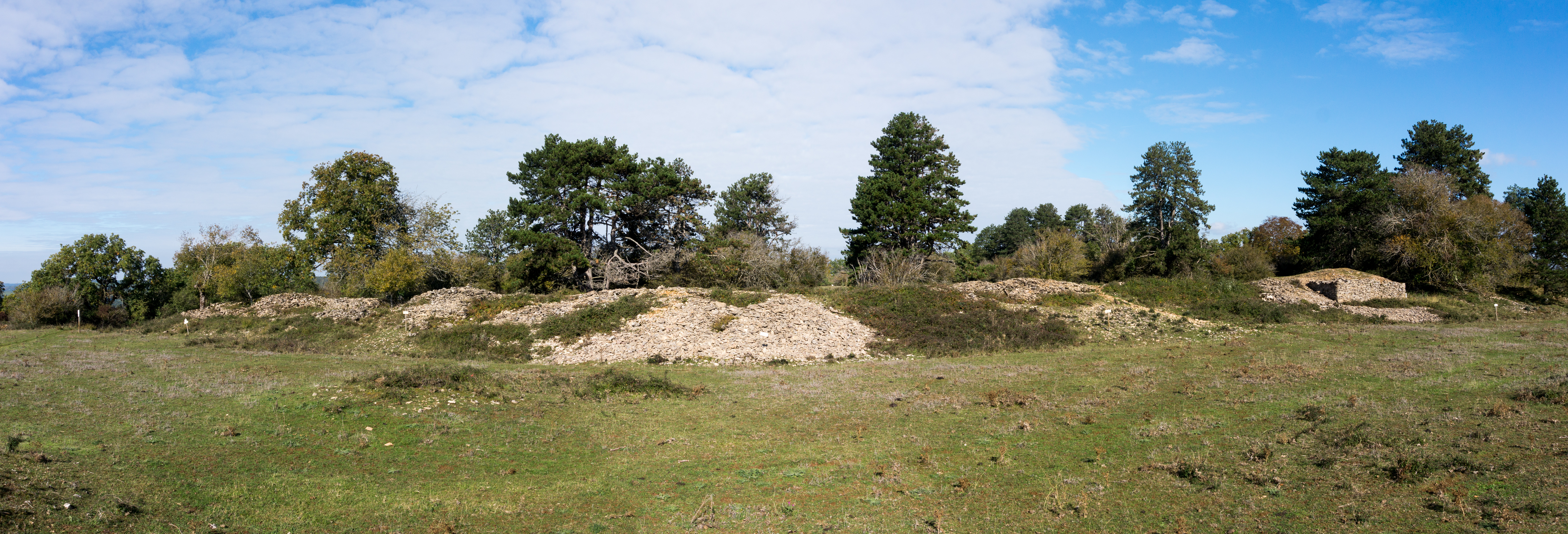
Remparts du Camp de Myard

Le site du Camp Myard atteste d'une occupation humaine au Néolithique moyen. À cette époque, l'avancée naturelle de la partie nord de la montagne de Myard a été aménagée en éperon barré par la construction au sud du site d'un rempart de 180 m de long délimitant ainsi une enceinte de 4 ha. Le rempart ne comporte aucune porte. Compte tenu des éboulements de pierres retrouvés, sa hauteur initiale est estimée à environ 4 m pour une largeur de 2,30 m à 2,80 m. La pierre utilisée a été en partie extraite sur place. Chaque face est constituée d'un parement de blocs ajustés, l'intérieur du mur étant constitué de pierraille. Certaines habitations (4 m à 6 m de large) ont été adossées directement contre le rempart. Les murs sont en pierre, parfois enduits d'argile, et les charpentes en bois. Certaines habitations pourraient avoir disposé d'un plancher surélevé.
Le matériel archéologique retrouvé a été daté du Bronze final : des datations au carbone 14 indiquent une période comprise entre -3225 (plus ou moins 135 ans) et -2400 (plus ou moins 130 ans) av. J.C.
Le site fut détruit par un incendie vers le milieu du IIIe millénaire. Il est classé Monument Historique depuis le 22 janvier 2004.

### Antiquité
De même, de nombreux objets retrouvés aux environs attestent de la présence de l'homme durant la période gallo-romaine.

### Moyen Âge et Temps modernes
La seigneurie de Vitteaux relevaient des ducs de Bourgogne. Marguerite de Bourgogne, fille du duc Hugues IV, l'apporte à Jean Ier de Chalon-Arlay lors de leur mariage vers 1280. Parmi leurs descendants, Jean de Chalon, fils cadet du prince d'Orange Jean III de Chalon-Arlay, est baron de Vitteaux, de Lormes et de L'Isle, et il épouse en 1424 Jeanne de La Trémoille, héritière d'Uchon, Bourbon-Lancy, et de Joigny.
Leur fils Charles de Chalon, comte de Joigny, eut pour fille héritière Charlotte de Chalon-Joigny, mariée 1° à  Adrien de Sainte-Maure-Montgauger (vers 1465-1507), comte de Nesle (d'où la suite des comtes de Nesle et de Joigny), et 2° à François de Tourzel d'Alègre, vicomte d'Arques et de Beaumont-le-Roger, Grand-maître des Eaux et Forêts de France, † 1512 à Ravenne : d'où Anne de Tourzel d'Alègre, dame de Précy et de Vitteaux, femme en 1527 d'Antoine III (ou IV) Du Prat (1503-† vers 1553/1557), seigneur de Nantouillet, baron de Thiers et de Thoury-sur-Allier (à Neuvy), fils aîné du chancelier Duprat.
La succession de Vitteaux continua chez les Duprat jusqu'à la Révolution, d'abord par leur fils cadet Guillaume du Prat (infatigable bretteur et ennemi juré de ses cousins d'Alègre, tué en duel le 7 août 1583 derrière les Chartreux de Paris ; sans alliance ni postérité légitime), puis dans la postérité de leurs autres fils François du Prat (baron de Thiers, tué en duel en avril 1565 : Postérité) et Antoine IV du Prat († 1589 ; sire de Nantouillet, Précy et Toury-sur-Allier, prévôt de Paris, chambellan de Charles IX, mari en 1527 d'Anne de Barbençon-Canny : Postérité).

### Époque contemporaine
En 1861, Vitteaux a absorbé la commune de Cessey-lès-Vitteaux.
Une gare ferroviaire a fonctionné pour les voyageurs sur la commune de 1891 à 1953 située sur la ligne d'Épinac-les-Mines à Pouillenay. La ligne est entièrement déclassée le 14 février 1992.

## Politique et administration

### Liste des maires

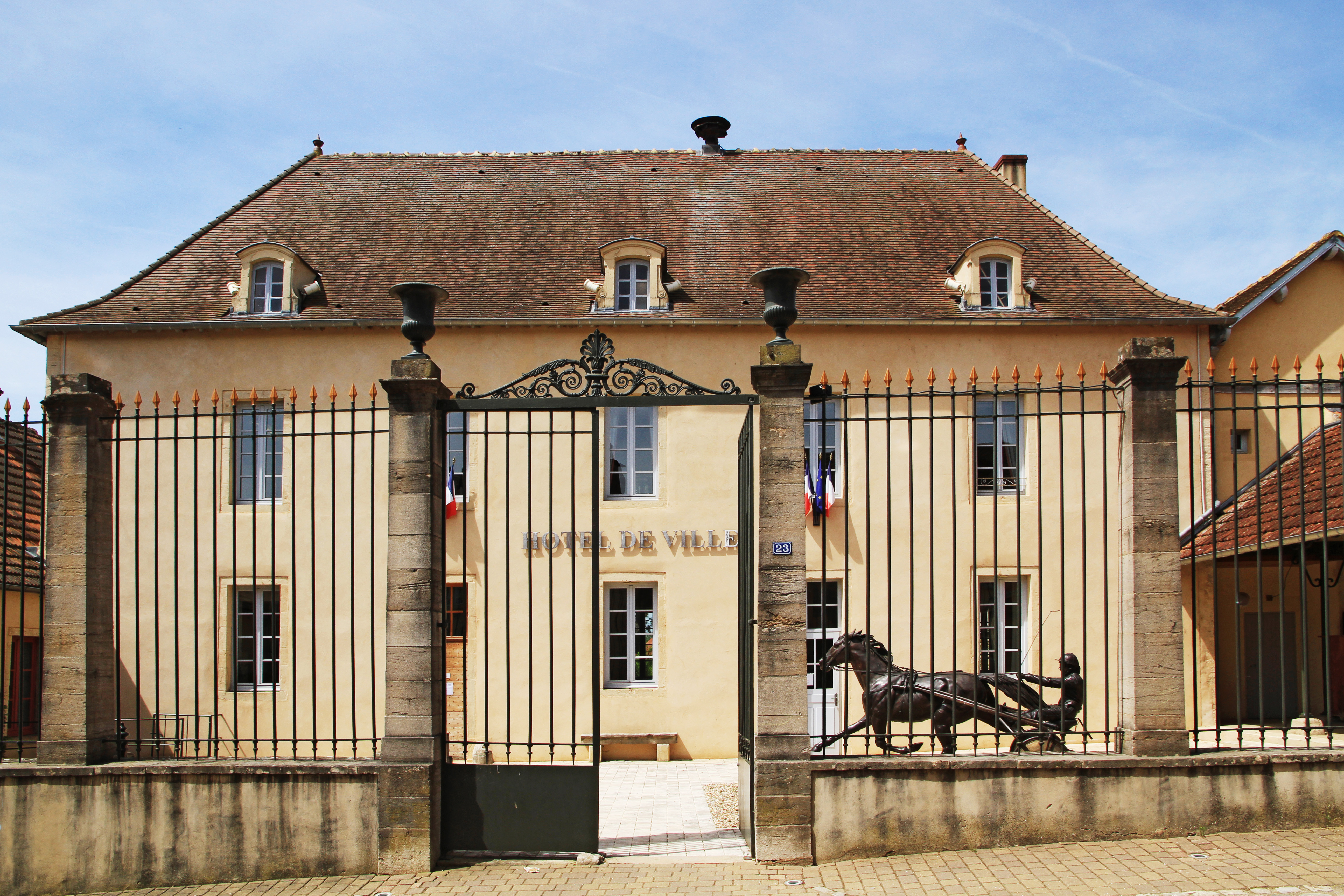
Hôtel-de-Ville de Vitteaux

| Période                                  | Période  | Identité             | Étiquette    | Qualité |
| ---------------------------------------- | -------- | -------------------- | ------------ | --- |
| 1783                                     | 1791     | Marc-Antoine Sirugue |              | Docteur en médecine |
| 1849                                     | 18??     | Claude Eugène Maire  |              | |
|                                          |          | Paul Moreau          |              | Géomètre-expert |
|                                          | 1965     | Robert Kuhn          | Radical      | Médecin, conseiller général |
| 1965                                     | 1982     | Gilbert Mathieu      | RI puis UDF  | Notaire Conseiller général (1961-1998), député (1968-1993) |
| 1982                                     | 1989     | Jean-Pierre Picard   |              | Avocat Bâtonnier de Dijon |
| 1989                                     | 1995     | Gilbert Mathieu      | UDF          | |
| 1995                                     | 2008     | François Sauvadet    | UDF puis UDI | Président du Conseil général puis du Conseil départemental de la Côte-d'Or Conseiller régional de Bourgogne-Franche-Comté Député de la Côte-d'Or (1993-2016) Ancien Ministre |
| 2008                                     | en cours | Bernard Paut         | UDI          | Agriculteur Président de la Communauté de communes du Canton de Vitteaux |
| Les données manquantes sont à compléter. |          |                      |              | |

## Démographie
L'évolution du nombre d'habitants est connue à travers les recensements de la population effectués dans la commune depuis 1793. Pour les communes de moins de 10 000 habitants, une enquête de recensement portant sur toute la population est réalisée tous les cinq ans, les populations de référence des années intermédiaires étant quant à elles estimées par interpolation ou extrapolation. Pour la commune, le premier recensement exhaustif entrant dans le cadre du nouveau dispositif a été réalisé en 2008.

En 2022, la commune comptait 1 056 habitants, en évolution de −1,77 % par rapport à 2016 (Côte-d'Or : +0,82 %, France hors Mayotte : +2,11 %).
| 1793  | 1800  | 1806  | 1821  | 1836  | 1841  | 1846  | 1851  | 1856  |
| ----- | ----- | ----- | ----- | ----- | ----- | ----- | ----- | ----- |
| 1 865 | 2 012 | 1 994 | 1 968 | 1 957 | 1 888 | 1 824 | 1 829 | 1 587 |

| 1861  | 1866  | 1872  | 1876  | 1881  | 1886  | 1891  | 1896  | 1901  |
| ----- | ----- | ----- | ----- | ----- | ----- | ----- | ----- | ----- |
| 1 562 | 1 496 | 1 502 | 1 619 | 1 649 | 1 557 | 1 596 | 1 467 | 1 349 |

| 1906  | 1911  | 1921  | 1926  | 1931  | 1936  | 1946  | 1954 | 1962 |
| ----- | ----- | ----- | ----- | ----- | ----- | ----- | ---- | ---- |
| 1 292 | 1 267 | 1 110 | 1 141 | 1 071 | 1 073 | 1 019 | 981  | 973  |

| 1968  | 1975  | 1982  | 1990  | 1999  | 2006  | 2008  | 2013  | 2018  |
| ----- | ----- | ----- | ----- | ----- | ----- | ----- | ----- | ----- |
| 1 052 | 1 077 | 1 097 | 1 064 | 1 114 | 1 100 | 1 096 | 1 075 | 1 073 |

| 2022  | - | - | - | - | - | - | - | - |
| ----- | - | - | - | - | - | - | - | - |
| 1 056 | - | - | - | - | - | - | - | - |

## Culture locale et patrimoine

### Lieux, monuments et curiosités
Au cœur de l’Auxois, traversée par les eaux de la Brenne, la petite ville de Vitteaux conserve des vestiges de fortifications, témoins d’un passé belliqueux, et de belles maisons médiévales et Renaissance, groupées autour des halles du XIIIe siècle. La maison Bellime, visible depuis la place, offre un très bel exemple d’architecture médiévale avec ses fenêtres géminées et sa cheminée massive. Tout aussi charmante, la maison à pans de bois sur la place accueille l’office de tourisme. Il faut quitter la grande rue et ne pas hésiter à s’engager dans les ruelles ou à flâner le long de la Brenne pour s’imprégner du charme de ce bourg. Son caractère doit aussi beaucoup au paysage vallonné qui l’entoure de toutes parts.

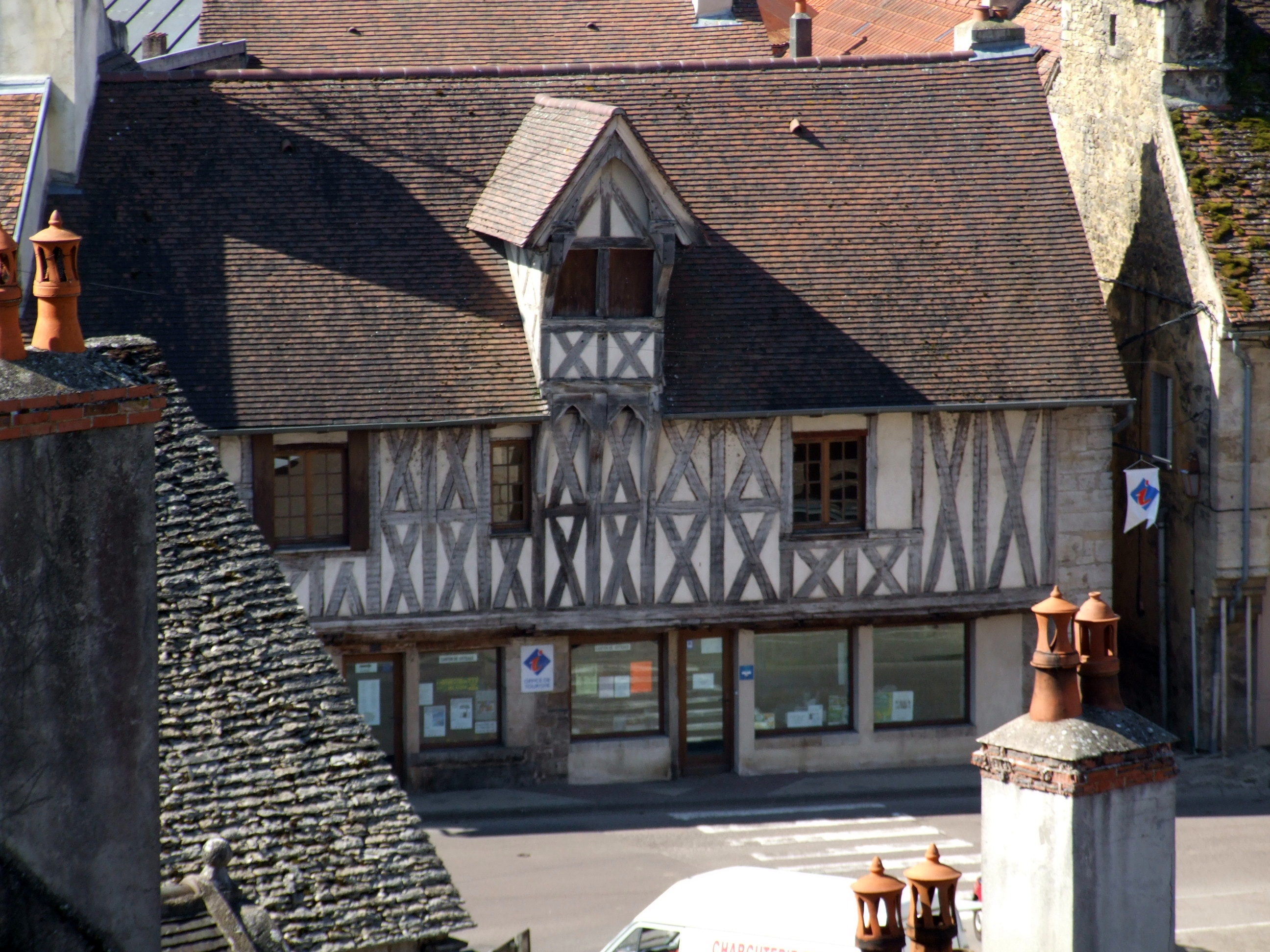
Maison médiévale.
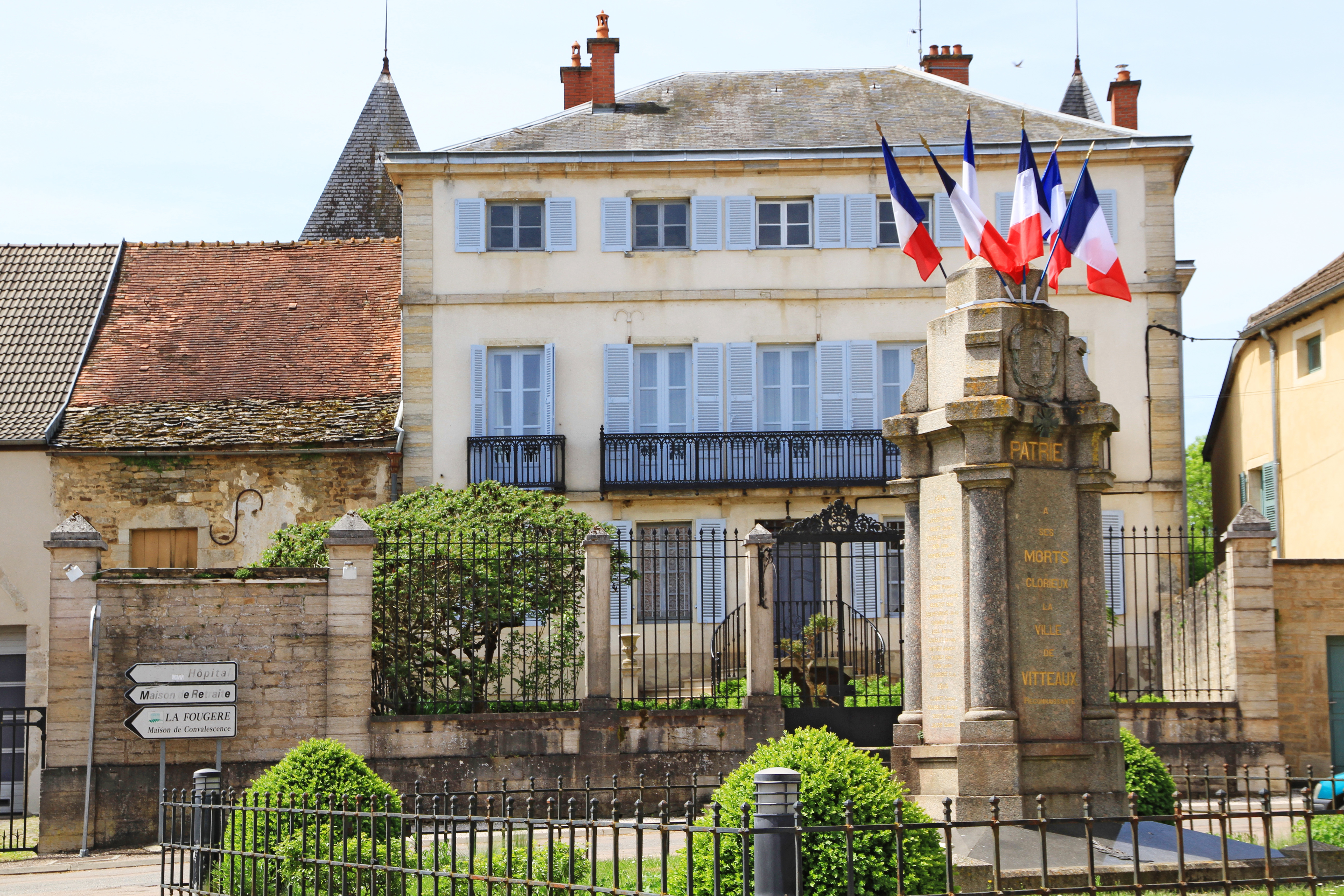
Monument aux morts.
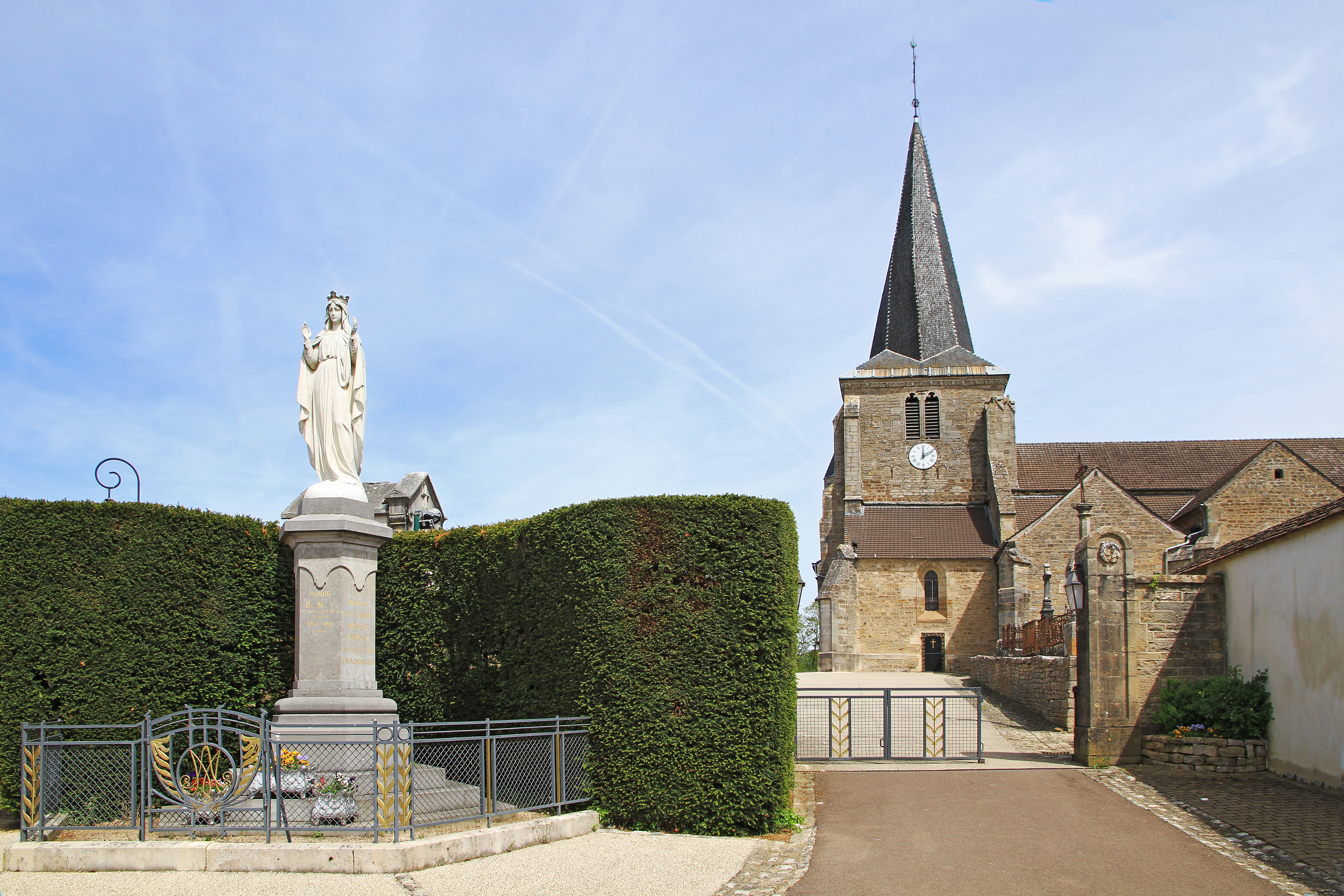
Monument B.M.V. 1914-1918.
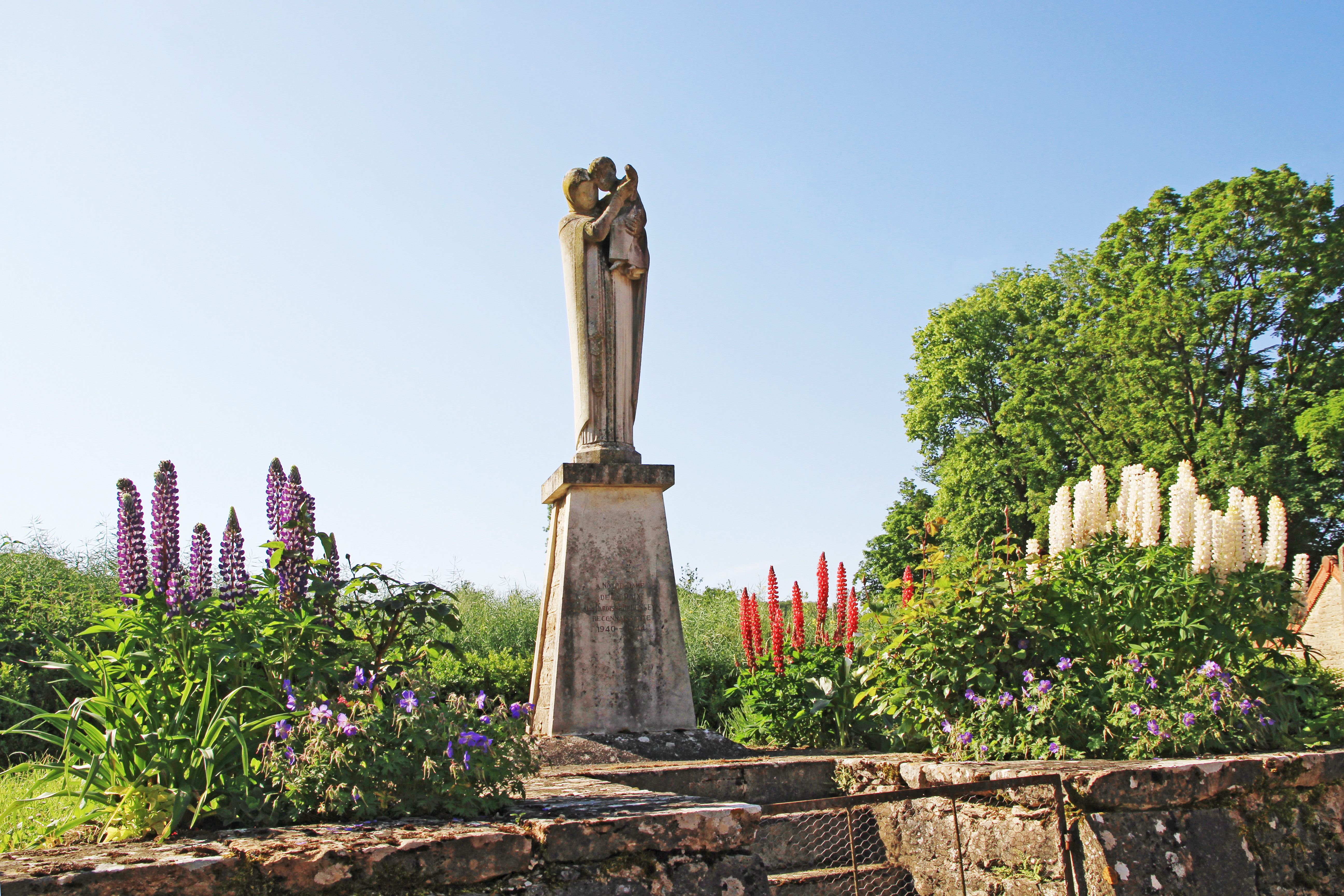
Souvenir de la guerre 40-44 à Cessey-lès-Vitteaux.

En 2015, la commune compte 9 monuments inscrits à l'inventaire des monuments historiques, 1 monument ou édifice répertorié à l'inventaire général du patrimoine culturel, 32 éléments répertoriés à l'inventaire des objets historiques et 60 objets répertoriés à l'inventaire général du patrimoine culturel.
En se baladant au fil des ruelles de Vitteaux, il est possible de découvrir les monuments et curiosités suivantes : 
- le patrimoine religieux :
  - l'église Saint-Germain, fondée au XIe siècle par les bénédictins de Flavigny-sur-Ozerain, puis reconstruite en 1180 par Mathilde de Courtenay. Elle possède un portail du XIIIe siècle, avec des vantaux gothiques du XVe siècle figurant les apôtres. À l'intérieur, un triptyque peint par Nicolas de Hoey en 1592 représentant la Trinité, entourée des instruments de la Passion, qui ornait autrefois la chapelle de la Trinité construite par Guillaume Drouas de Boussey. ( Classé MH (1905))[25]. Remarquer son clocher vrillé appelé clocher tors, ainsi que sa tribune d'orgues en bois sculpté du XVe siècle ( Classé MH (1901))[26] ou son Christ en buis de la fin du XIVe siècle. À voir aussi la crypte funéraire de Claude Languet et de ses deux épouses, remarquable par ses fresques.

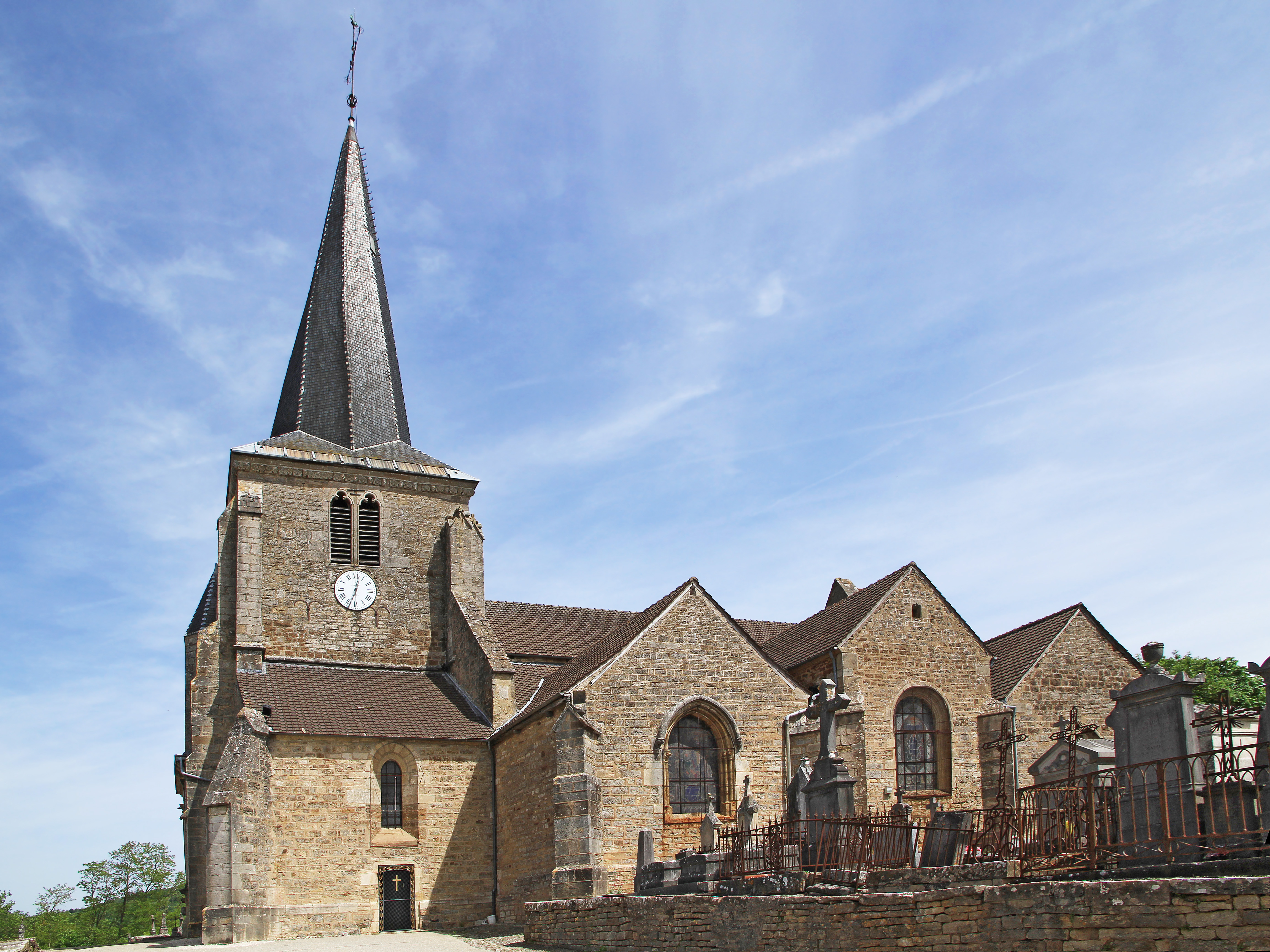
Église Saint-Germain.
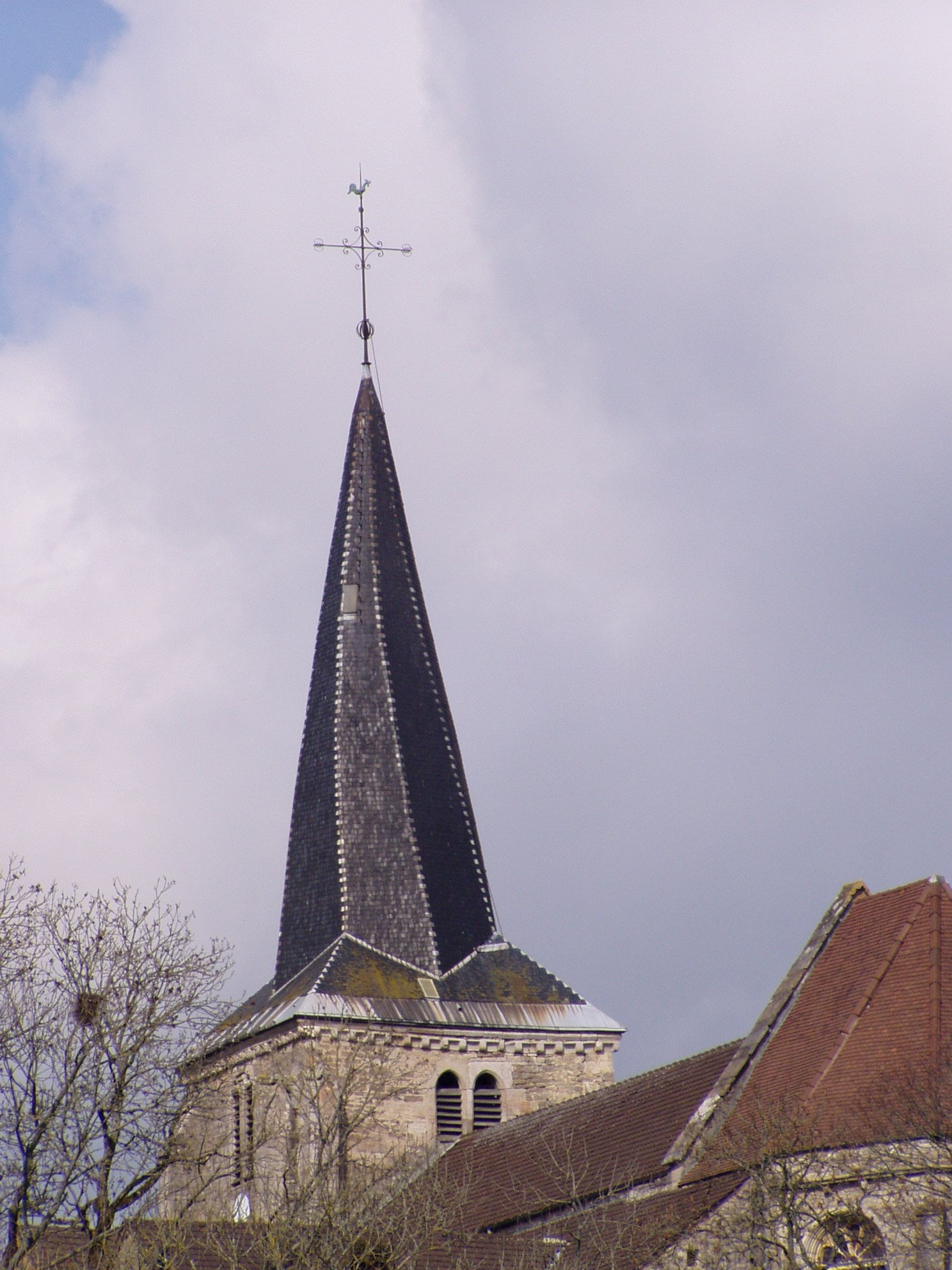
Clocher tors.
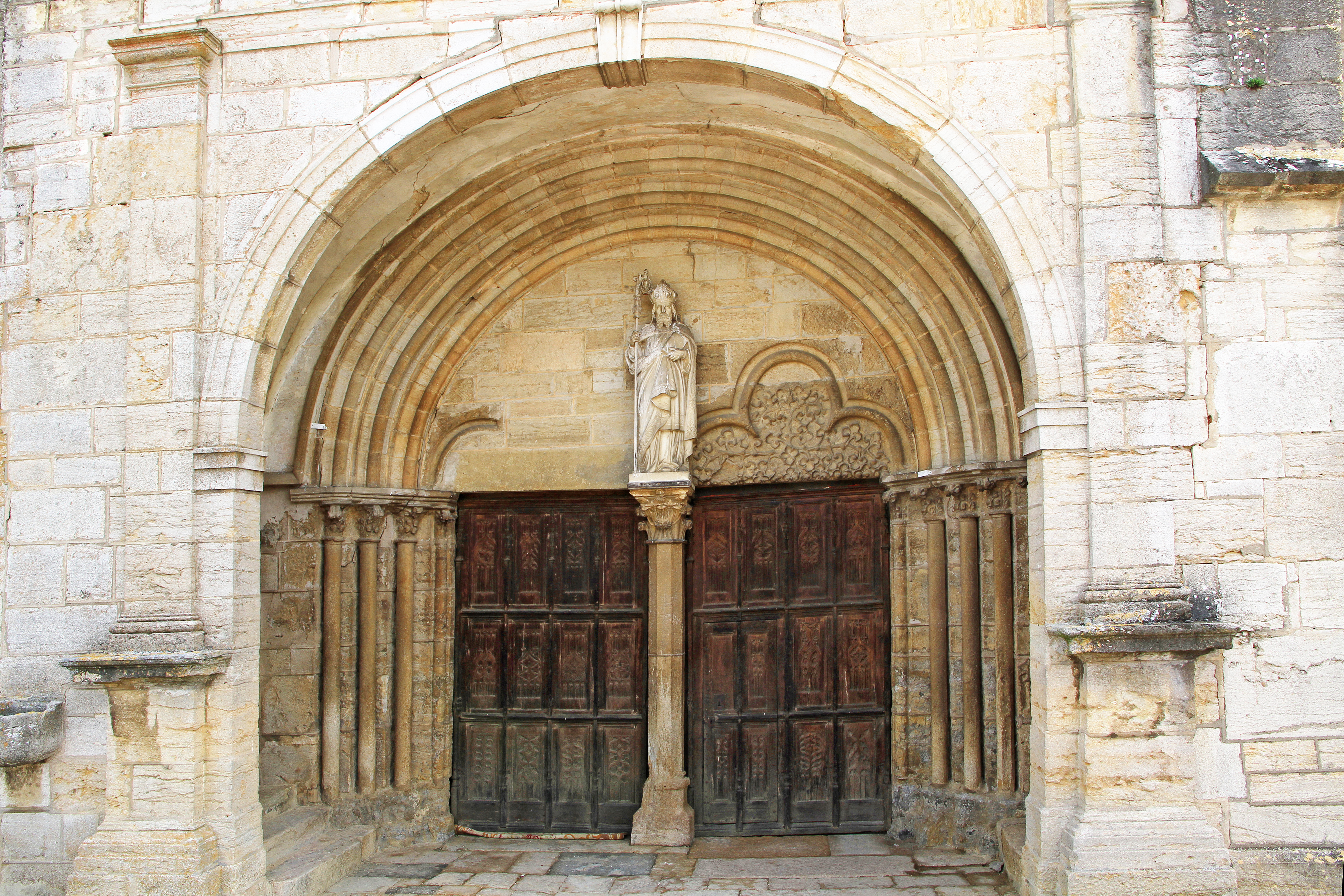
Portail ( Classé MH (2001))[27].
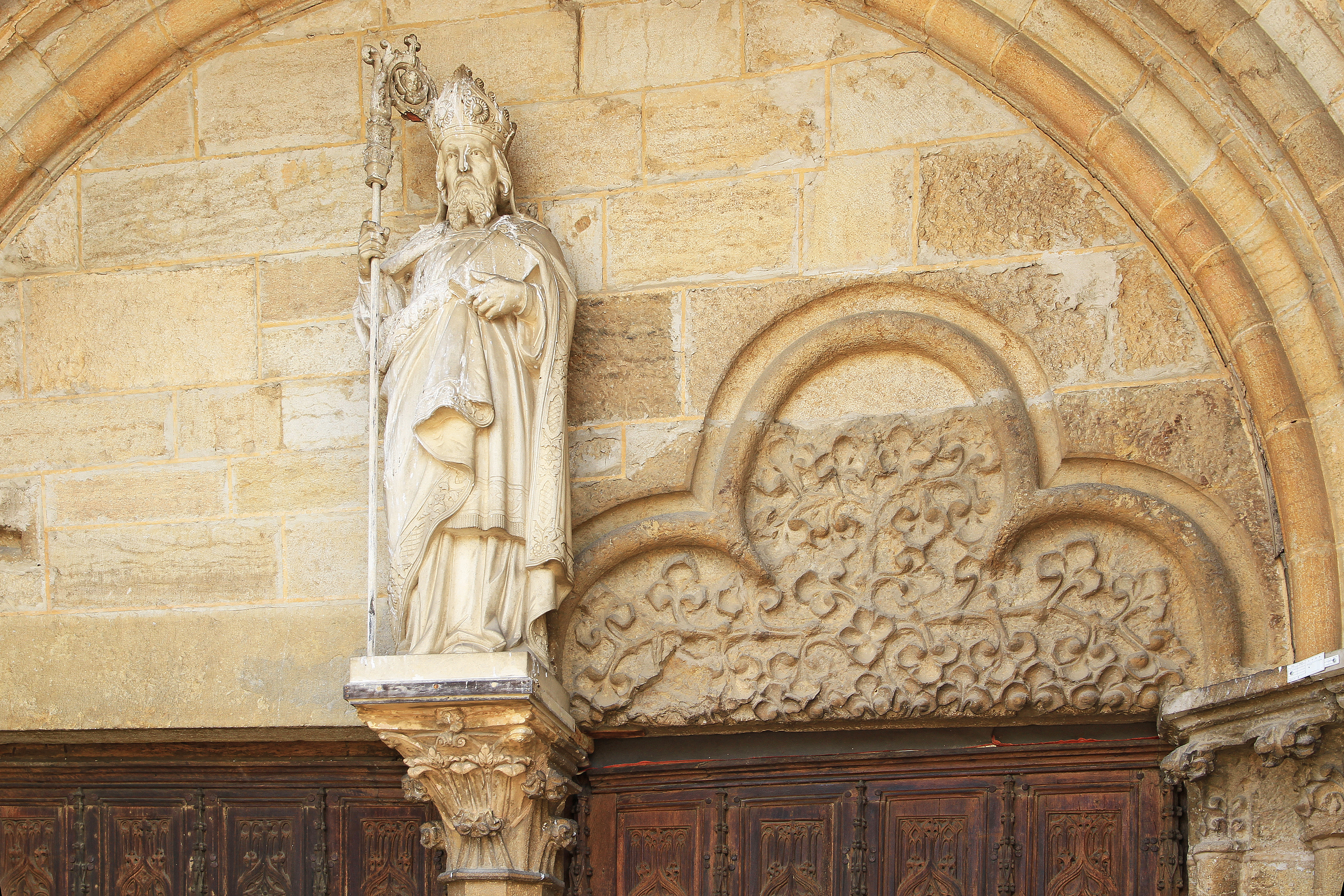
Statue de saint Germain sur le tympan.

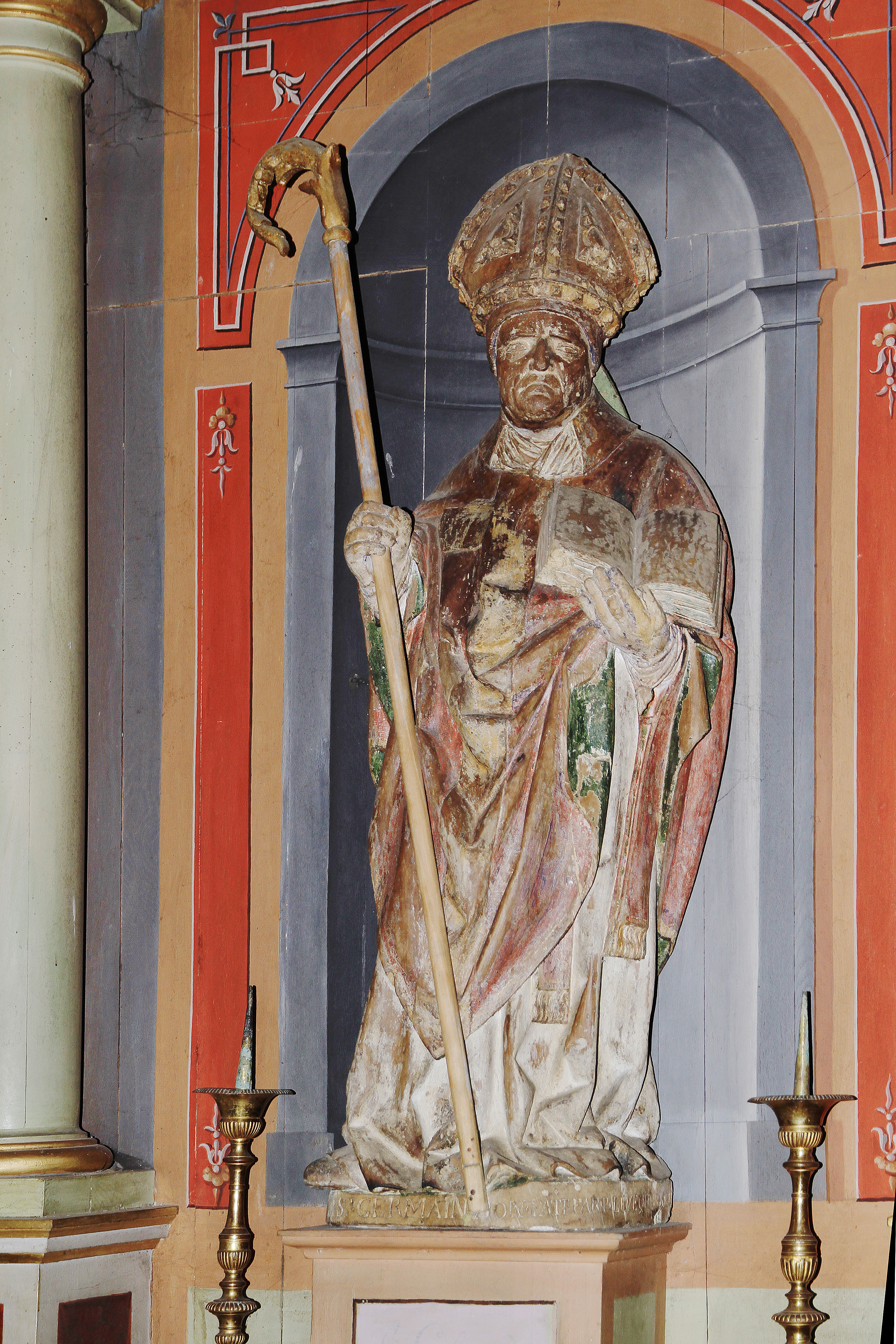
Saint Germain ( Classé MH (1913))[28].
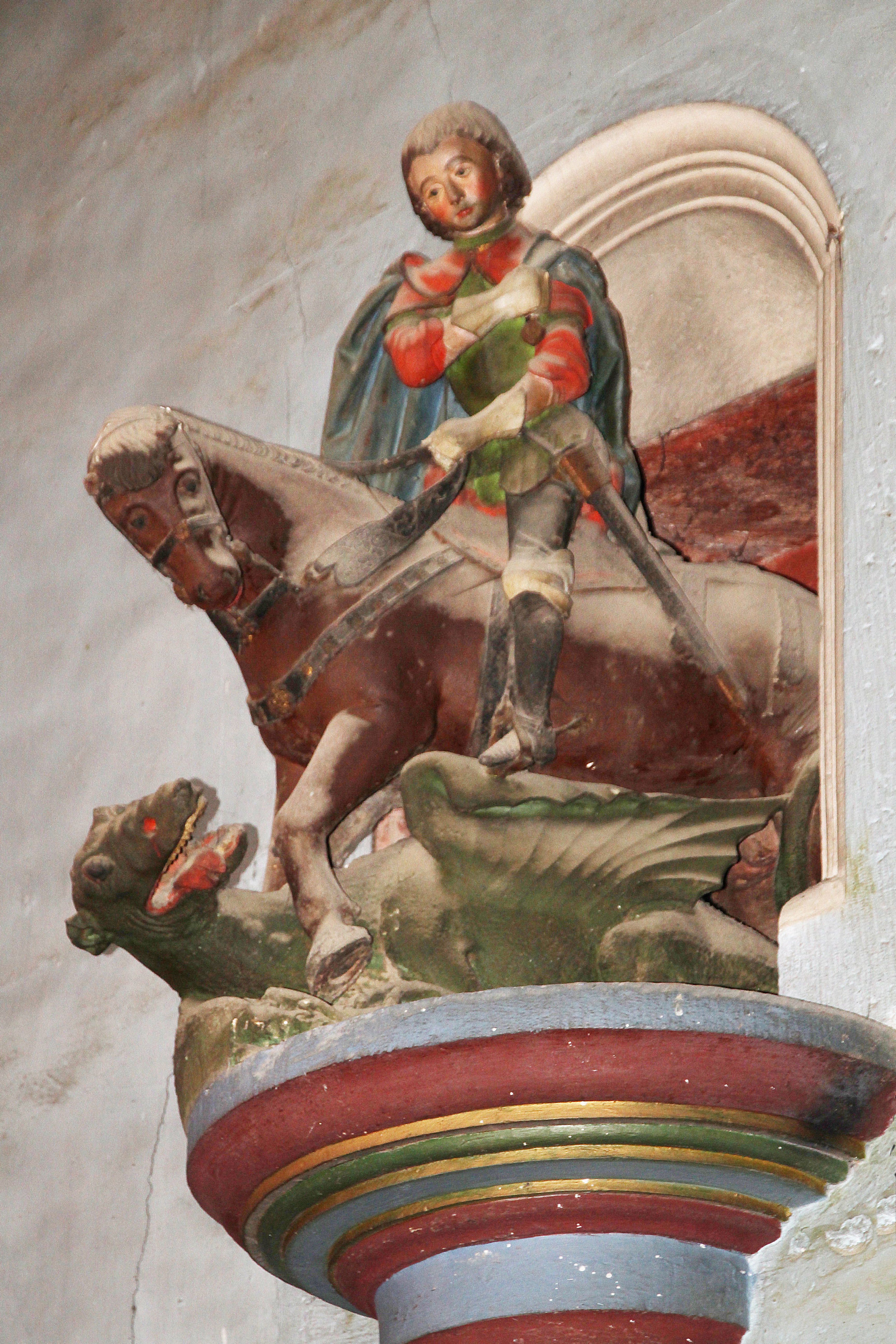
Saint Georges terrassant le dragon ( Classé MH (1913))[29].
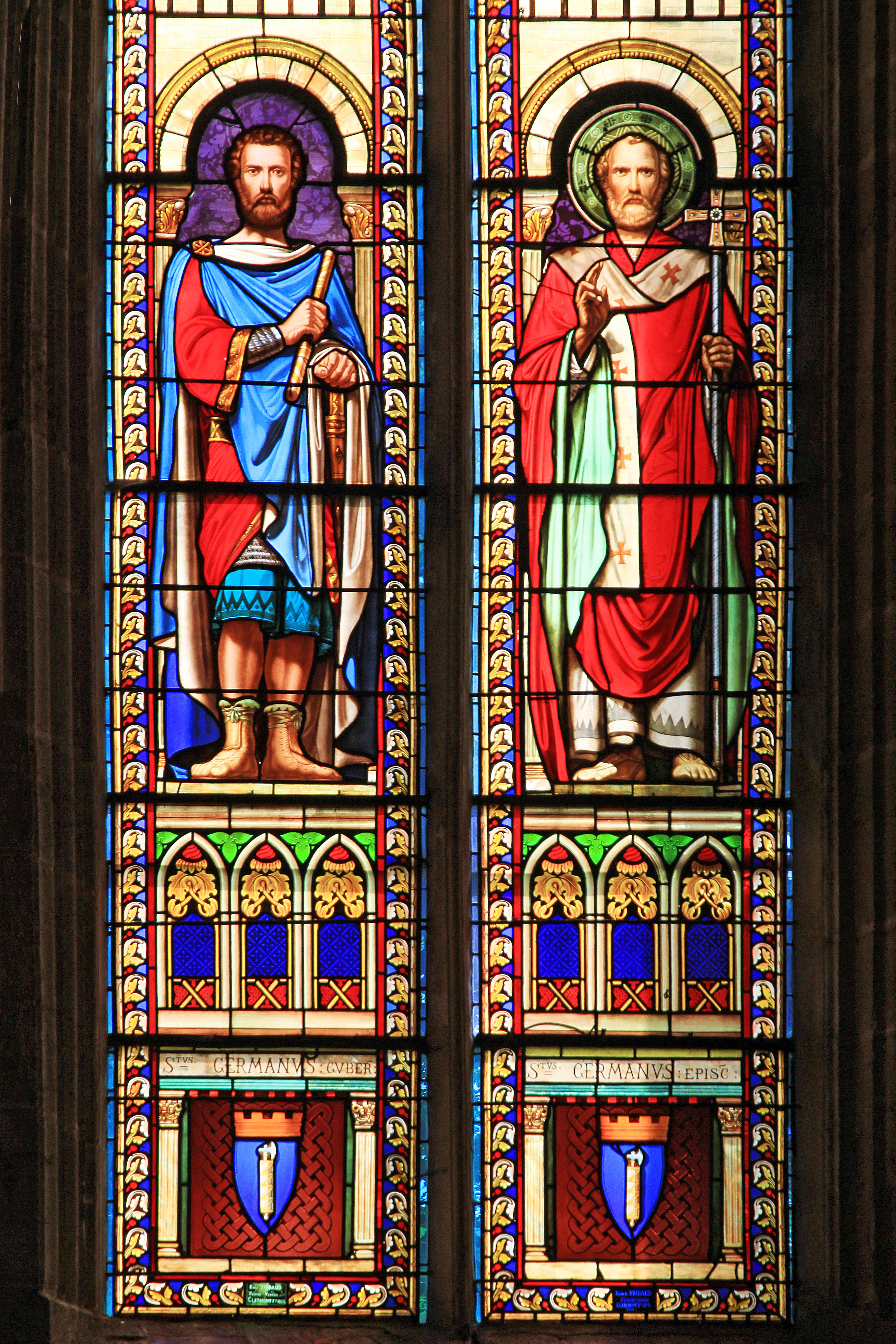
Saint Germain d'Auxerre, en gouverneur (gauche) et en évêque (droite).
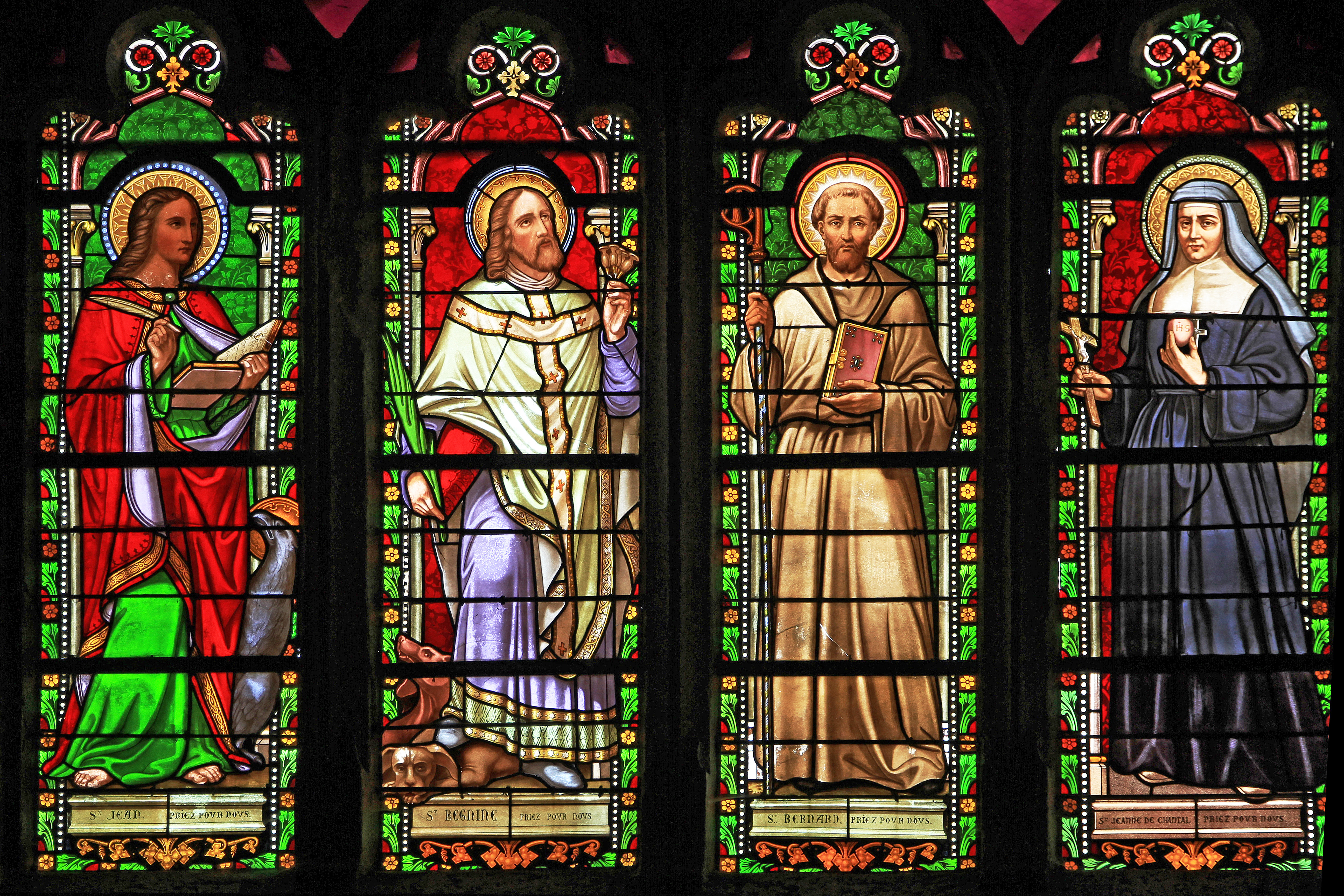
Saint Jean, saint Benigne, saint Bernard et sainte Jeanne de Chantal.
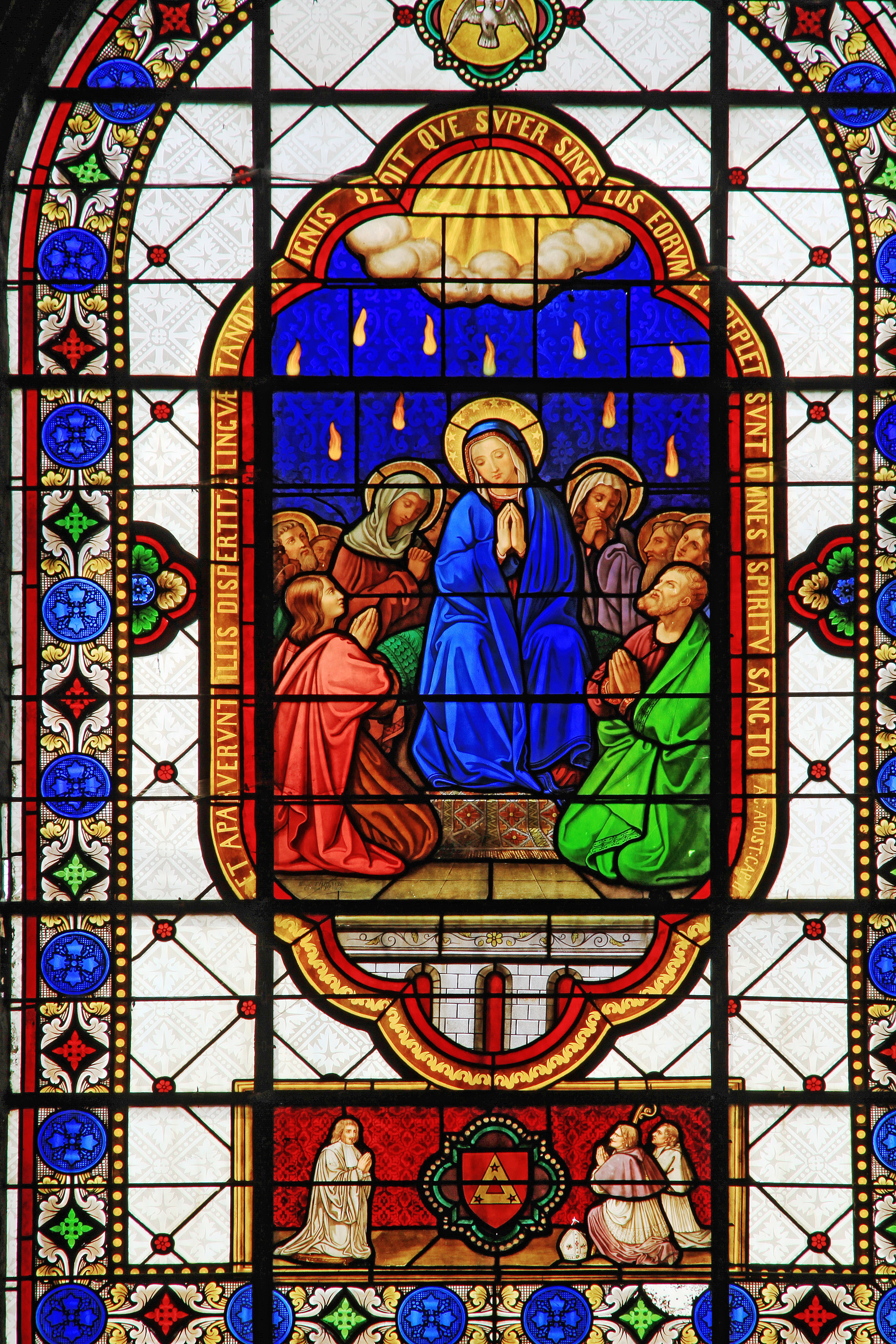
Pentecôte.
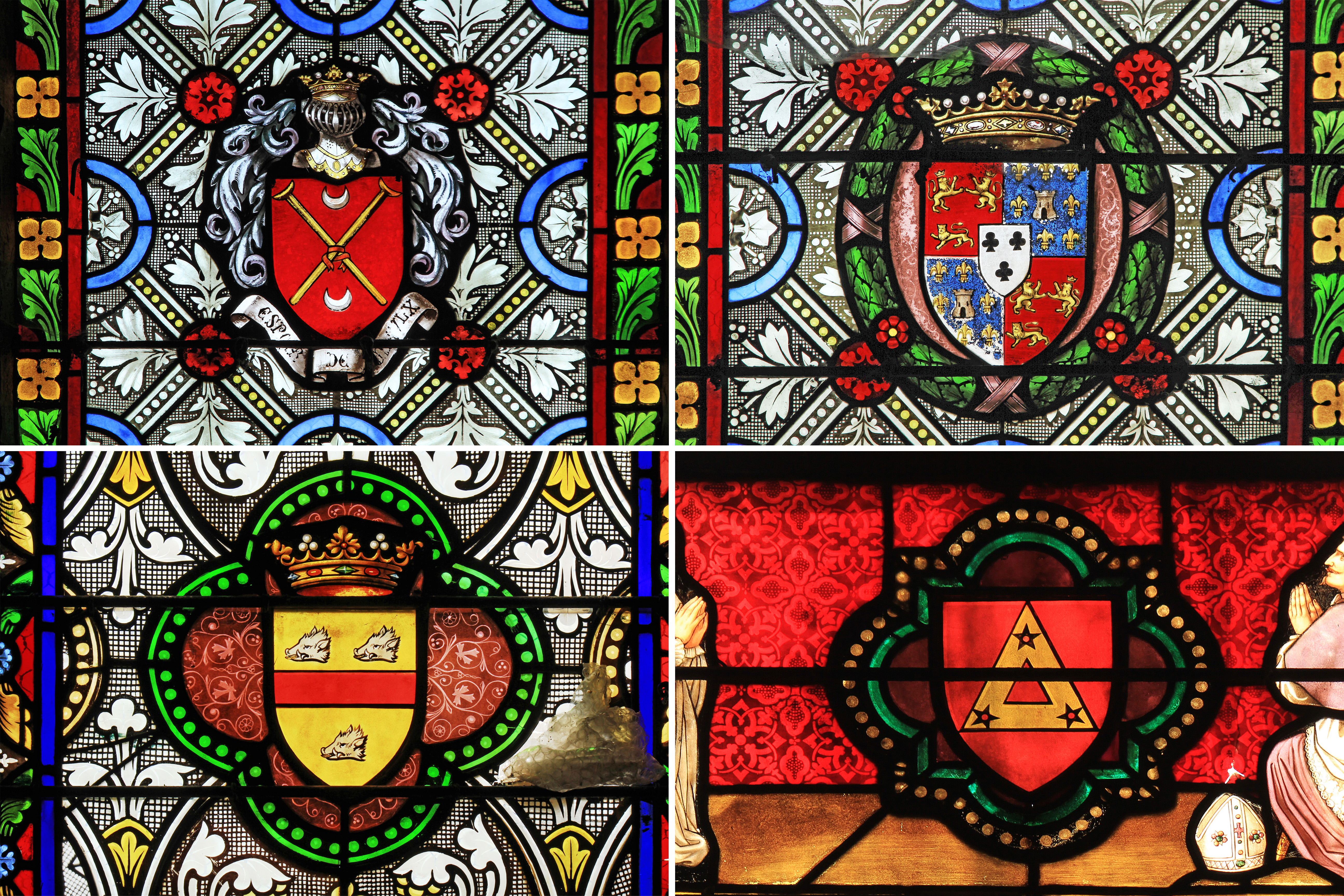
Quatre armoiries - détails des vitraux.

- le couvent de la Providence (également appelé couvent des Minimes), racheté par l'hôpital situé à côté en 1963. Construit en 1651, il fut utilisé pour de nombreuses affectations au fil des siècles. Il possède encore son guichet pour les mendiants.
- Chapelle de l'hôpital avec un petit clocher à dôme en bois.

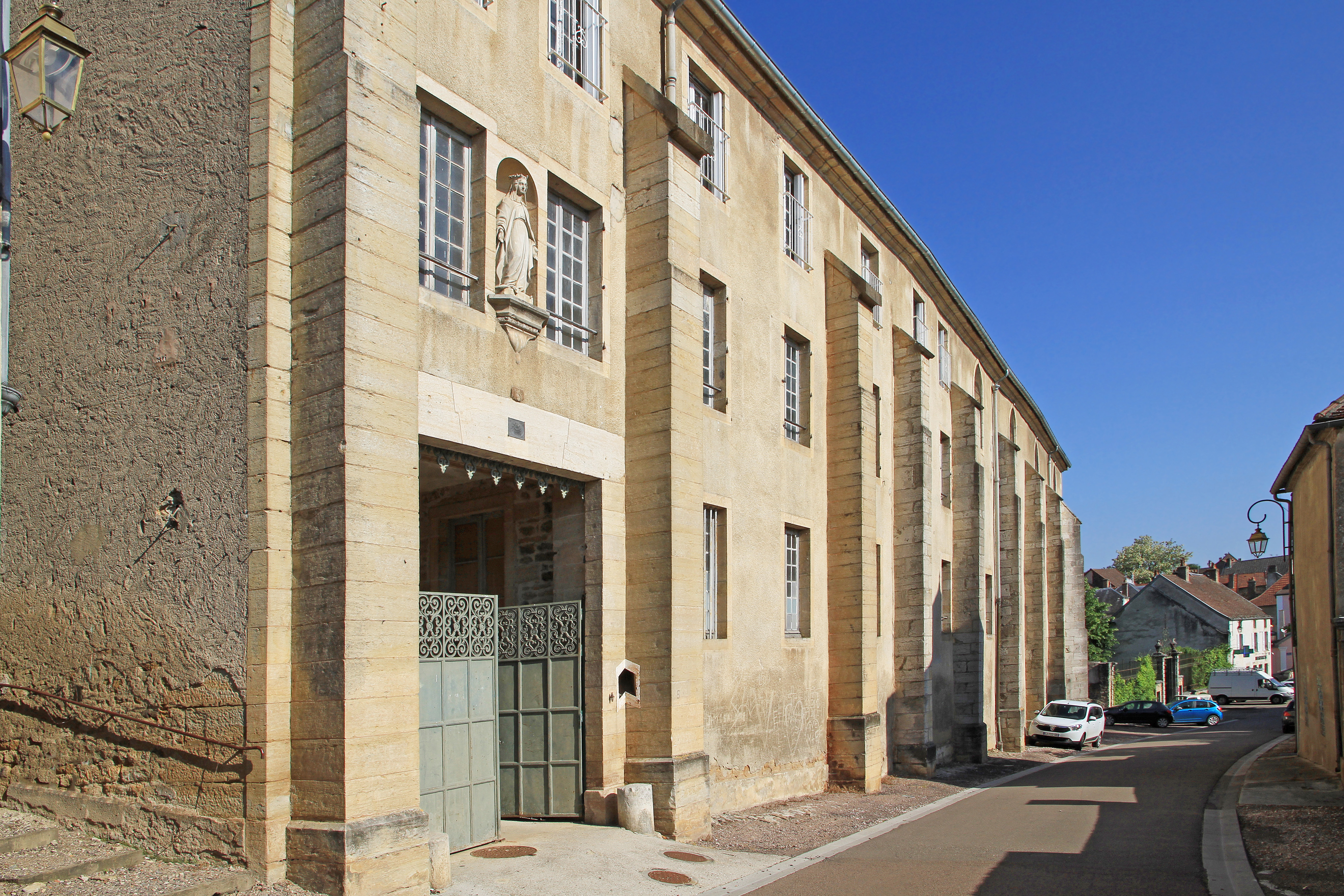
Couvent de la Providence...
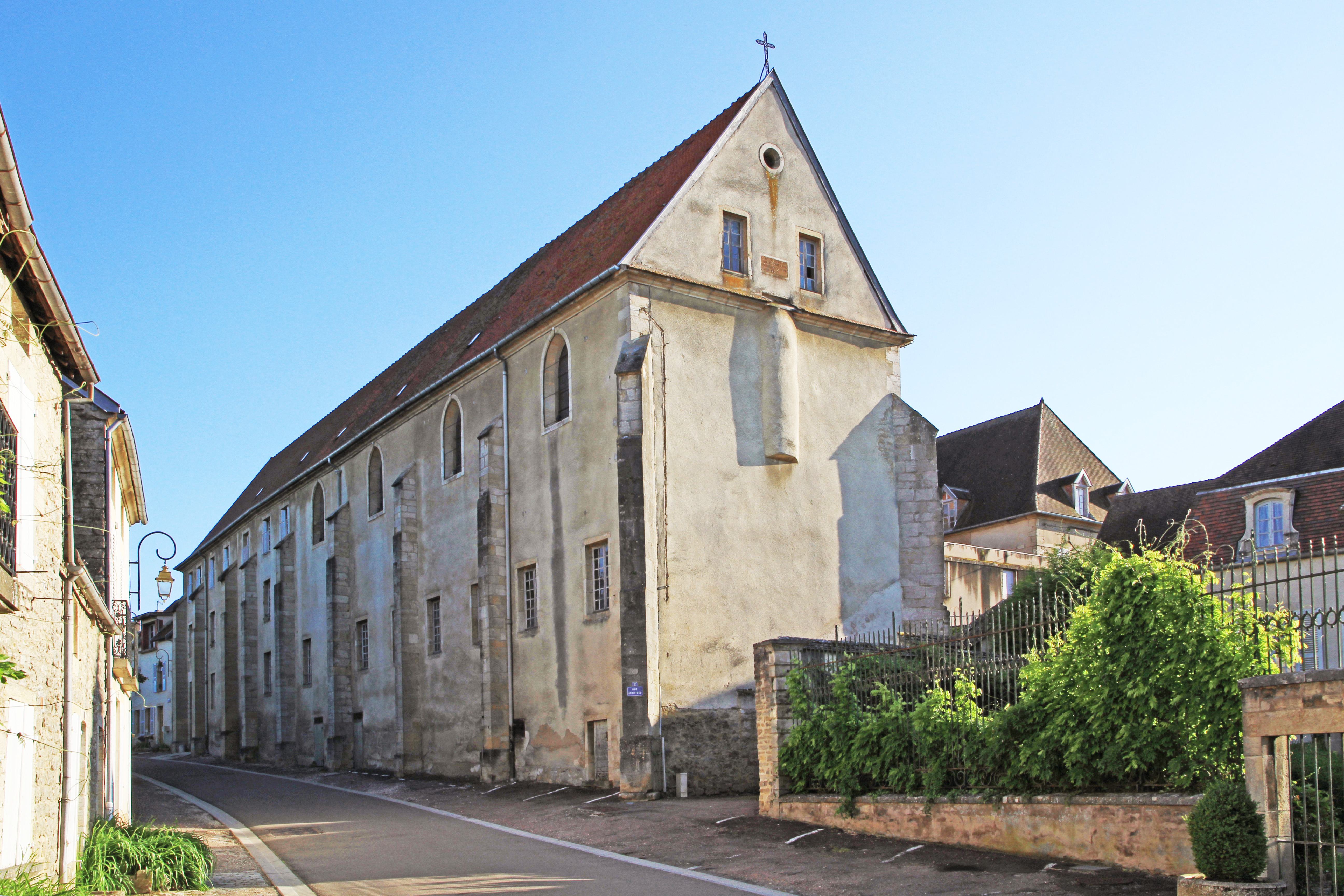
devenu dépendance de l'hôpital.
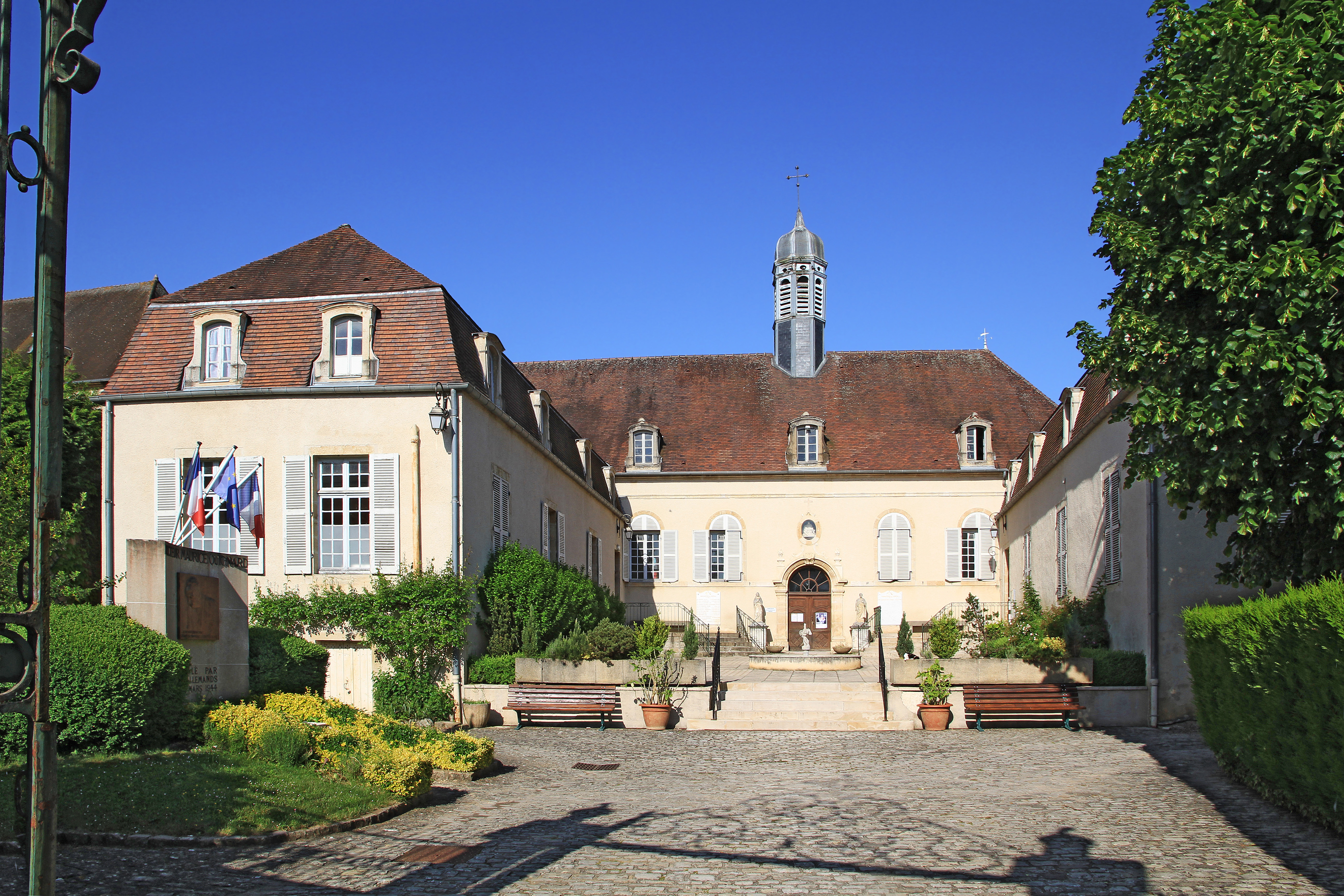
Chapelle de l'hôpital.

- chapelle de la Trinité en rive de la Brenne dans la ruelle Ferrand. Elle a été offerte aux habitants du quartier par Guillaume Drouas, seigneur de la Plante à Boussey et son épouse née Marcelline Pivert afin de soulager les habitants de la ville basse se rendant à la messe, notamment lors d'hivers rudes, leur évitant de grimper dans la ville haute sur le pavé gelé.
- Chapelle Sainte-Anne de la Croix-Voisin dite chapelle Voisin, petit bâtiment rectangulaire à contreforts précédé d'un portique en bois (en sortie de ville à l'est). Un texte gravé sur la clé de voûte du cintre au-dessus de la porte ("MR. TH BERTHIER 1621") rappelle son origine : bâtie par Thomas Berthier en 1621.

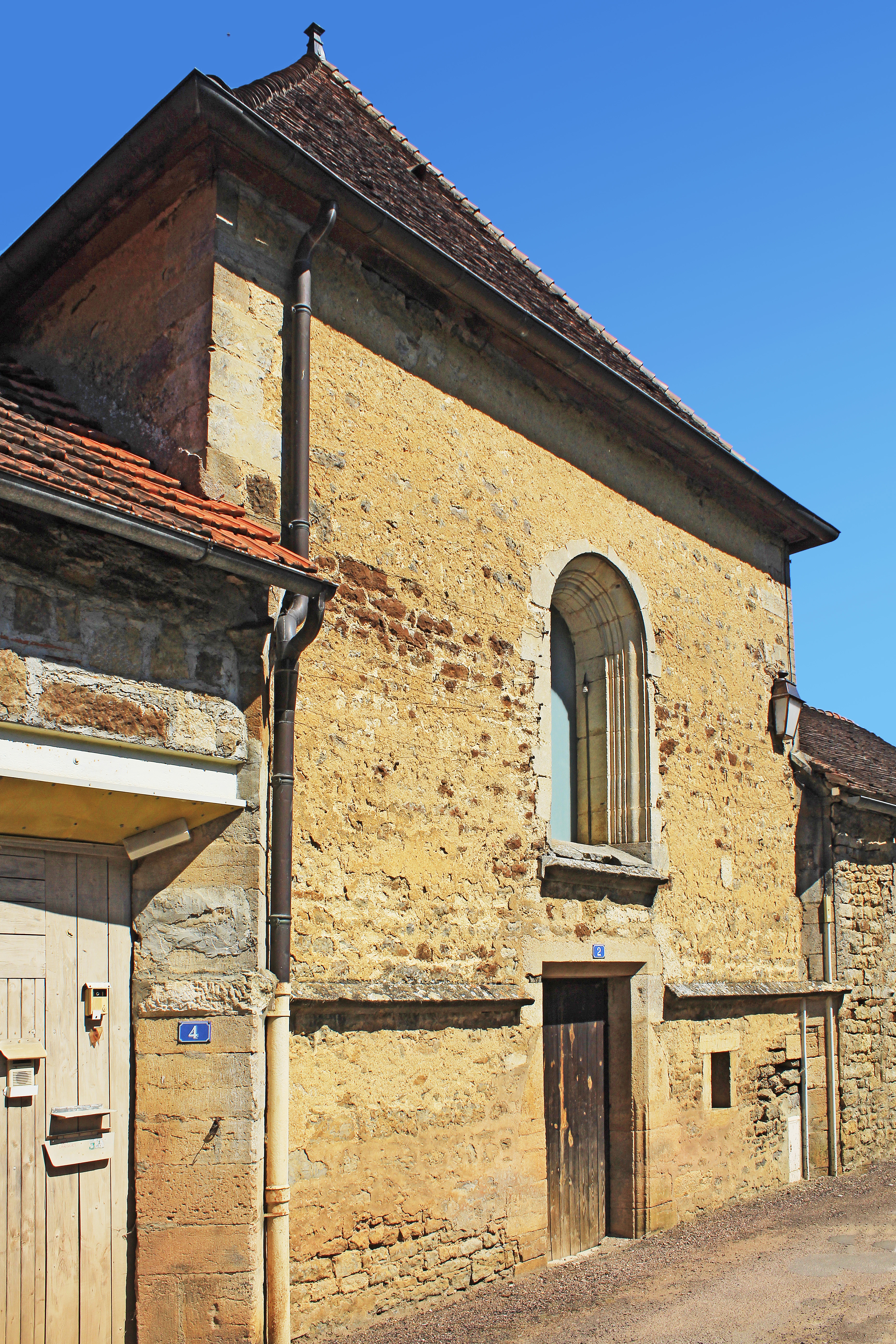
Façade de la chapelle de la Trinité.
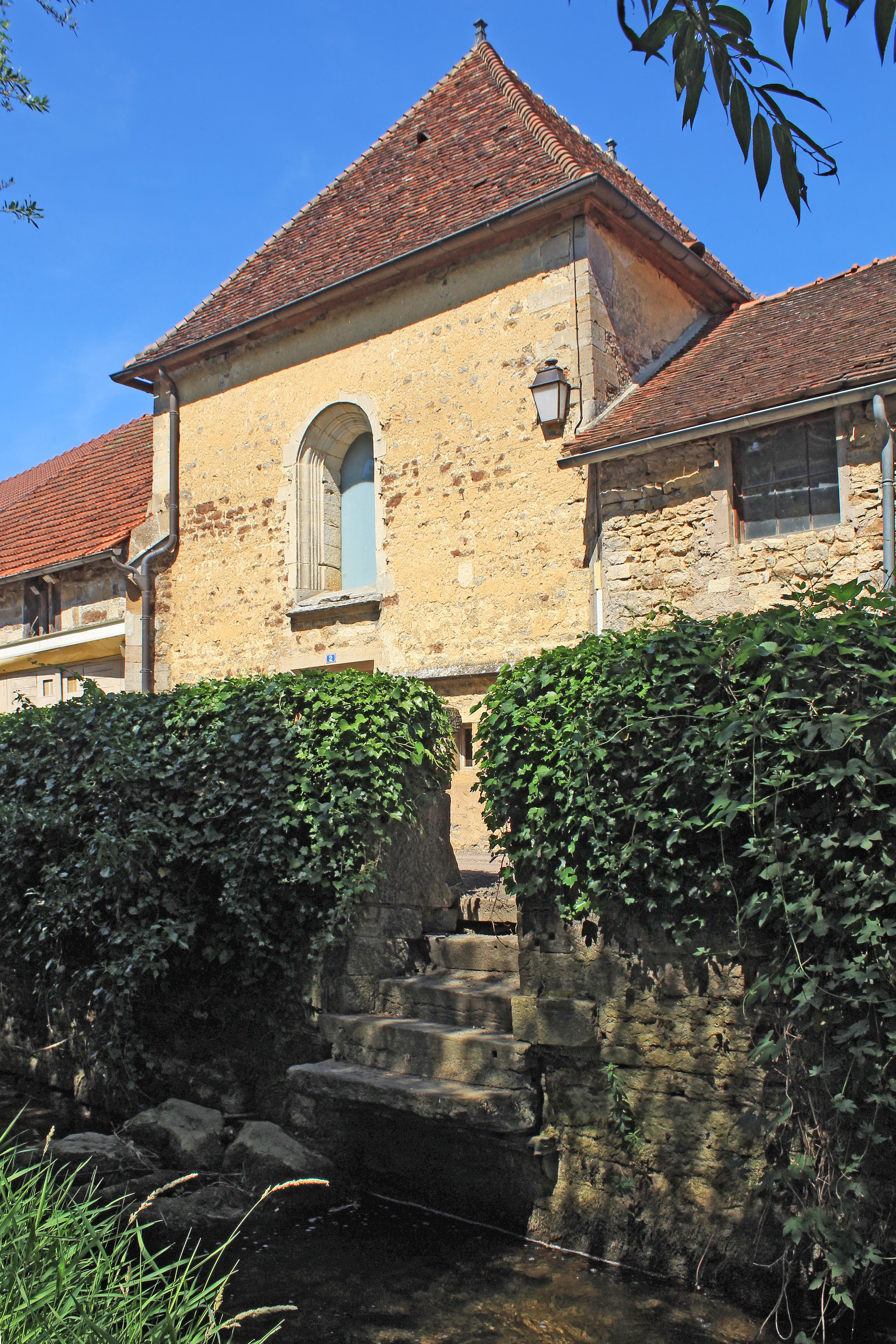
Escalier d'accès à la rivière.
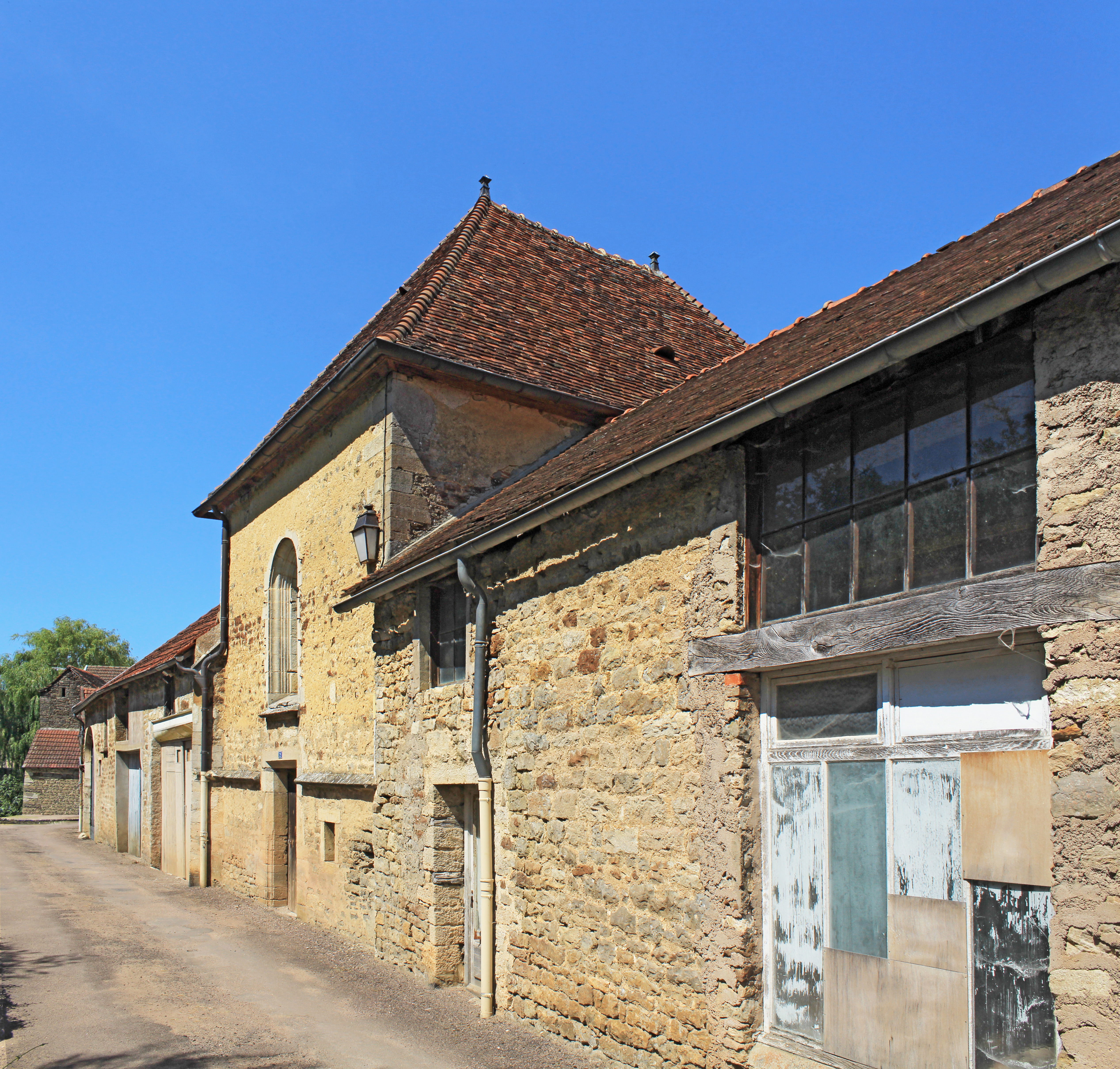
Alignement dans la ruelle.
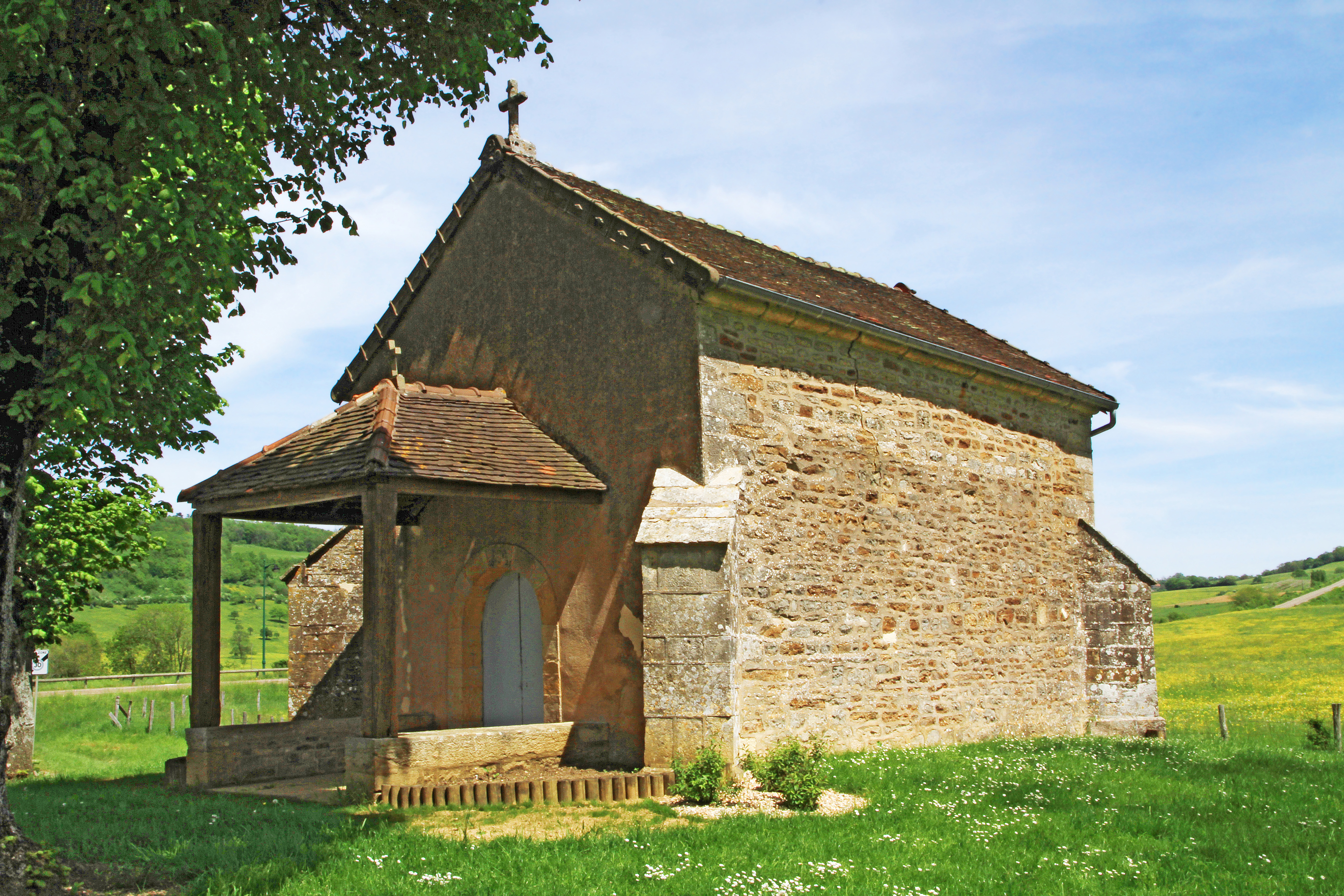
Chapelle Voisin.
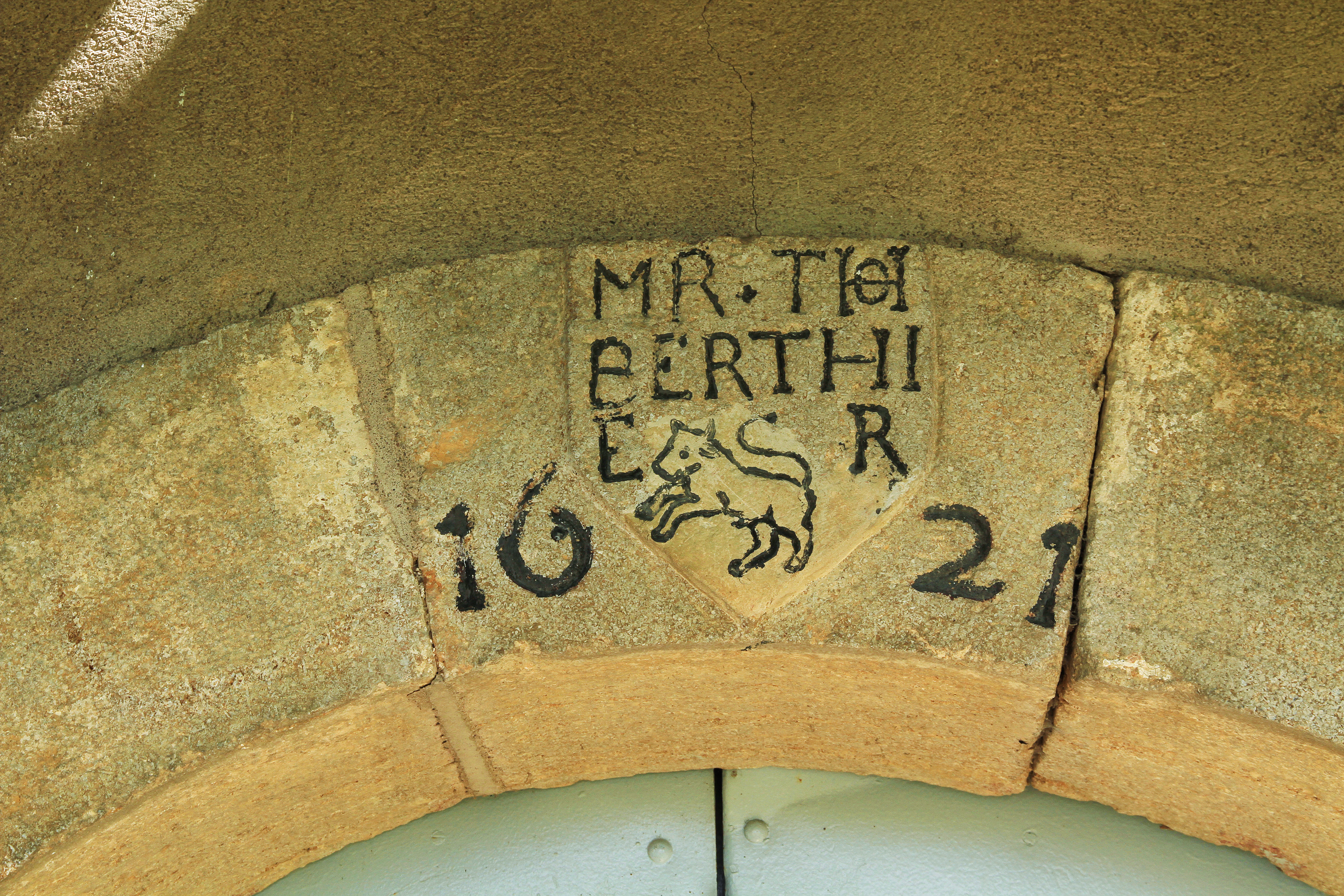
Marques de l'origine de la chapelle.

- Église Saint-Bénigne de Cessey-lès-Vitteaux, typique petit bâtiment à plan en croix latine dans un enclos.

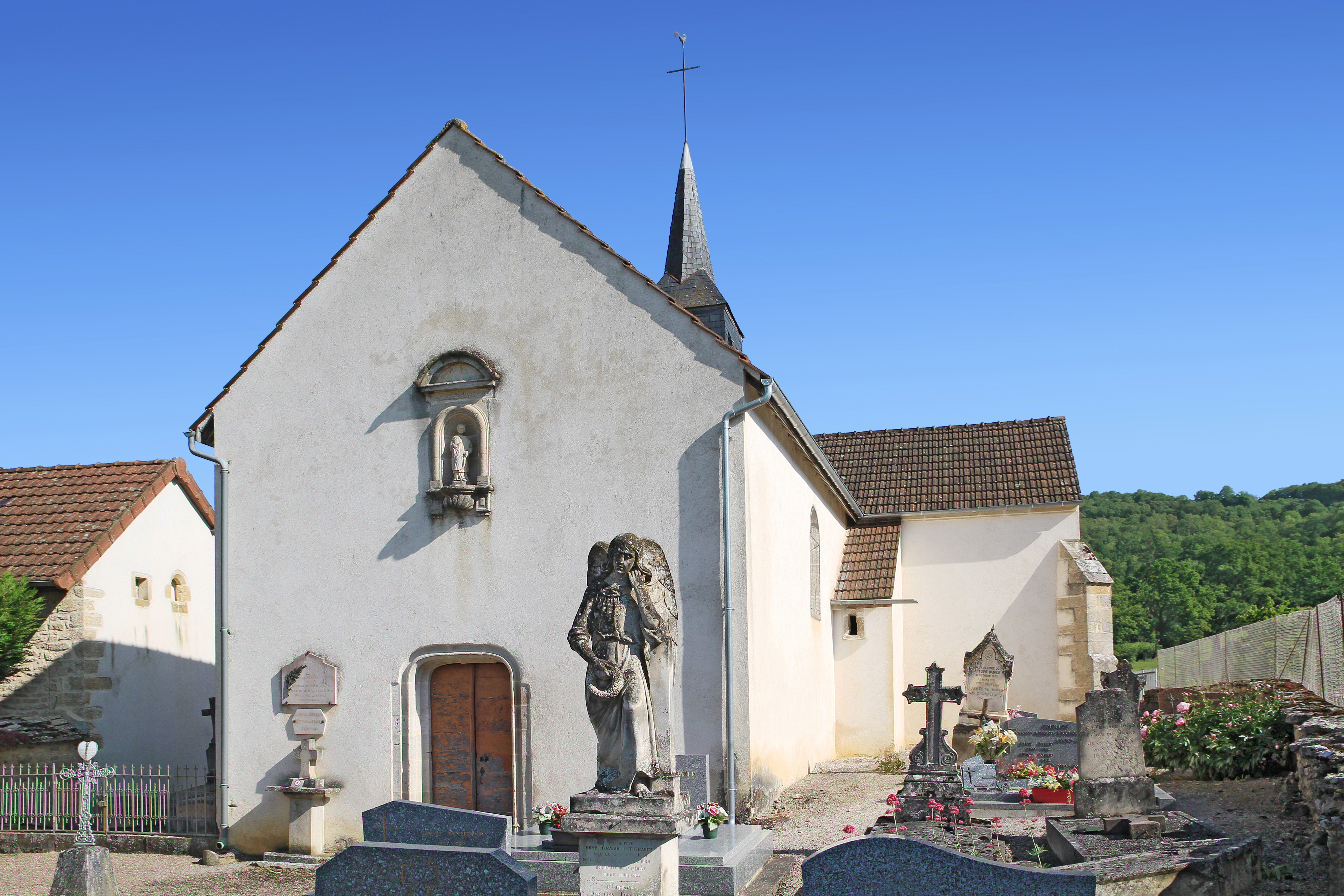
Église Saint-Bénigne.
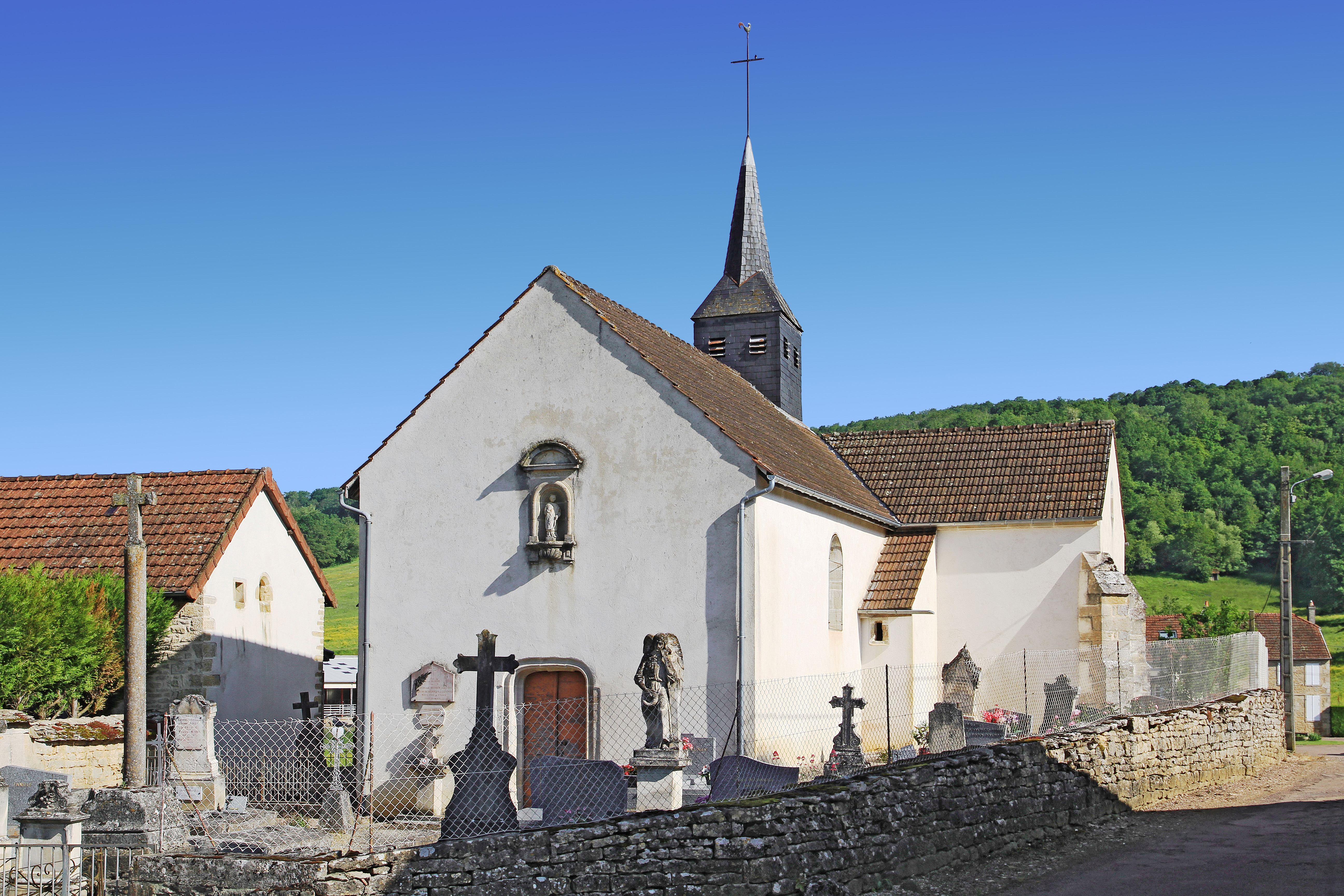
L'église dans son enclos.

- un grand nombre de maisons et d'hôtels particuliers :
  - l'office de tourisme, maison à pans de bois dits en "écharpes de Saint-André" caractéristiques du XIVe siècle. La cour du bâtiment, entièrement restaurée, est remarquable avec son passage en galerie et son escalier extérieur. Les salles de l'office de tourisme accueillent toute l'année diverses expositions.
  - la maison Decailly (XVIe siècle) où l'on peut notamment distinguer sur la porte l'inscription suivante en lettres enclavées : "in domino confido".
  - la maison Bélime, édifiée au XVIIe siècle par Mathilde de Courtenay, châtelaine de Vitteaux. Remarquable pour ses fenêtres géminées à tympans trilobés ( Classé MH (1968))[30].
  - l'hôtel Ferrand (XVIe siècle) dont on peut remarquer les poutres sculptées de têtes ( Classé MH (1926))[31].
  - l'Hôtel Piget, hôtel particulier dont les bâtiments sont ordonnés autour d'une cour. Sur la rue, galerie à pan de bois et escalier en encorbellement. Le plafond peint du premier étage du corps de logis (remanié au XVIIe siècle) est également remarquable. 
 Classé MH : L'Hôtel Piget fait l'objet d'une inscription au titre des Monuments historiques depuis le 16 juillet 1997 (pour le corps de logis, la galerie à pan de bois et les communs) et d'un classement au titre des Monuments historiques depuis le 23 mars 1998 (pour la galerie en totalité, y compris l'escalier en encorbellement sur la rue et le plafond peint du premier étage du corps de logis)[32].
  - la tour octogonale située place du 8-Mai.

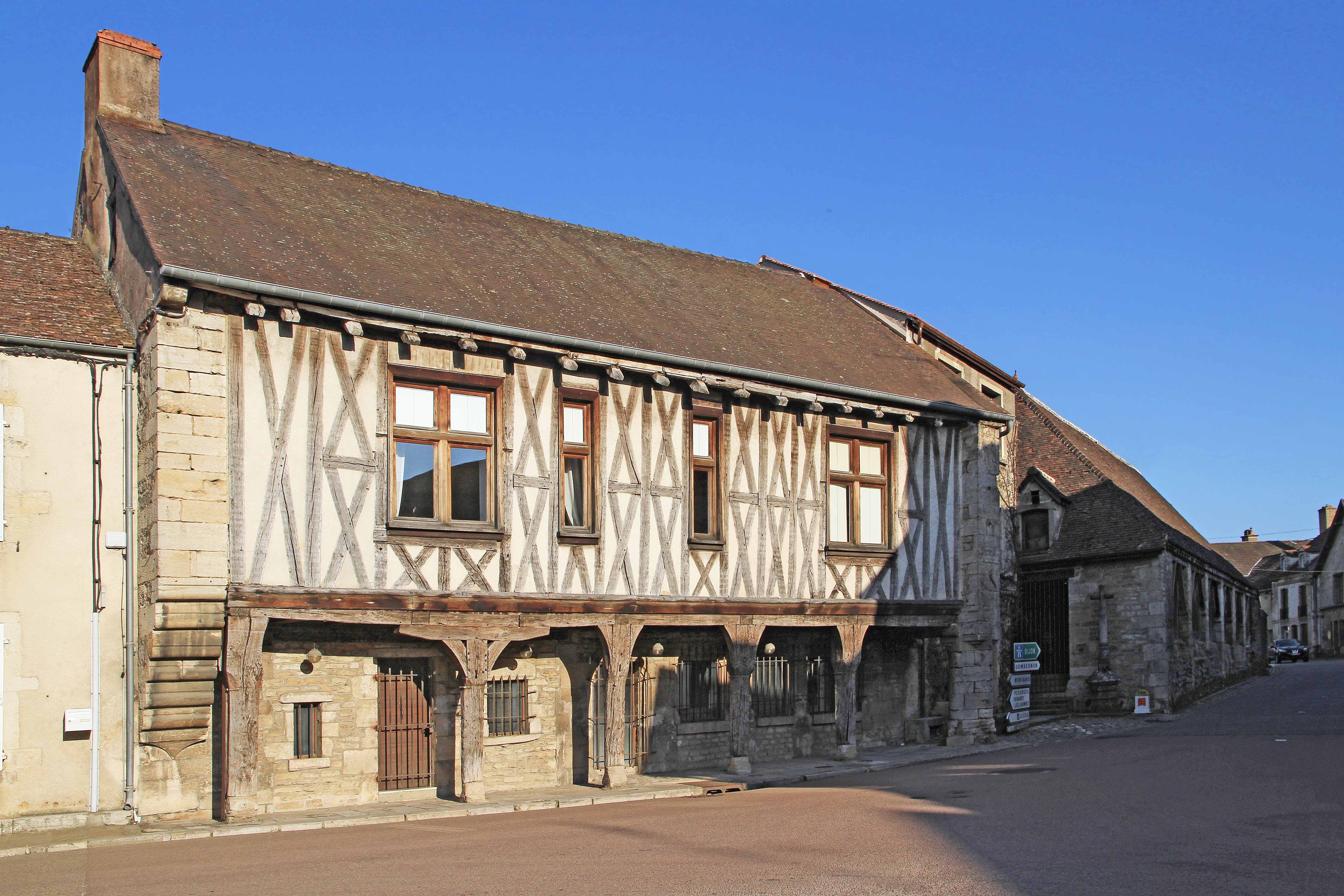
Maison aux piliers.
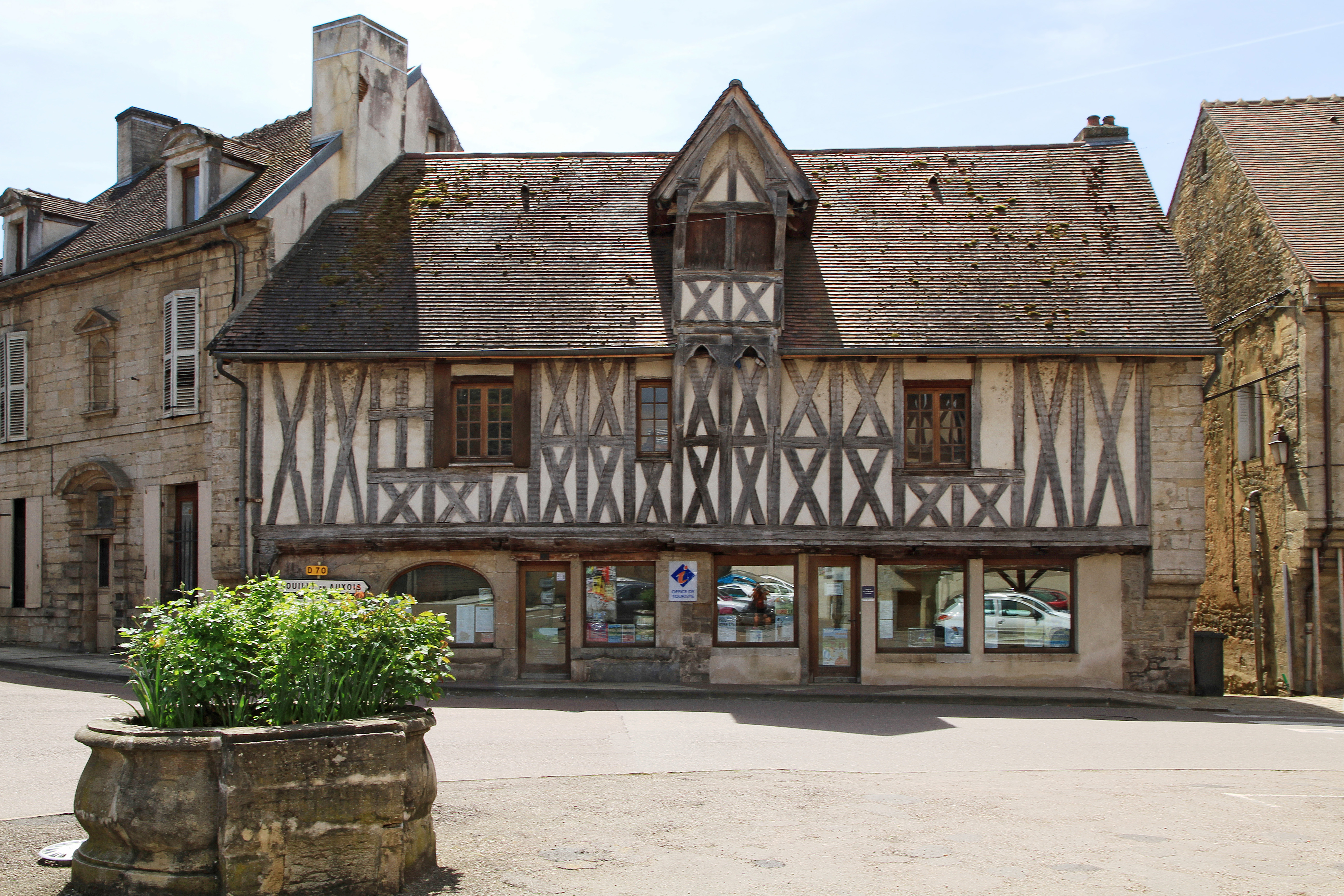
Maison de l'office de tourisme.
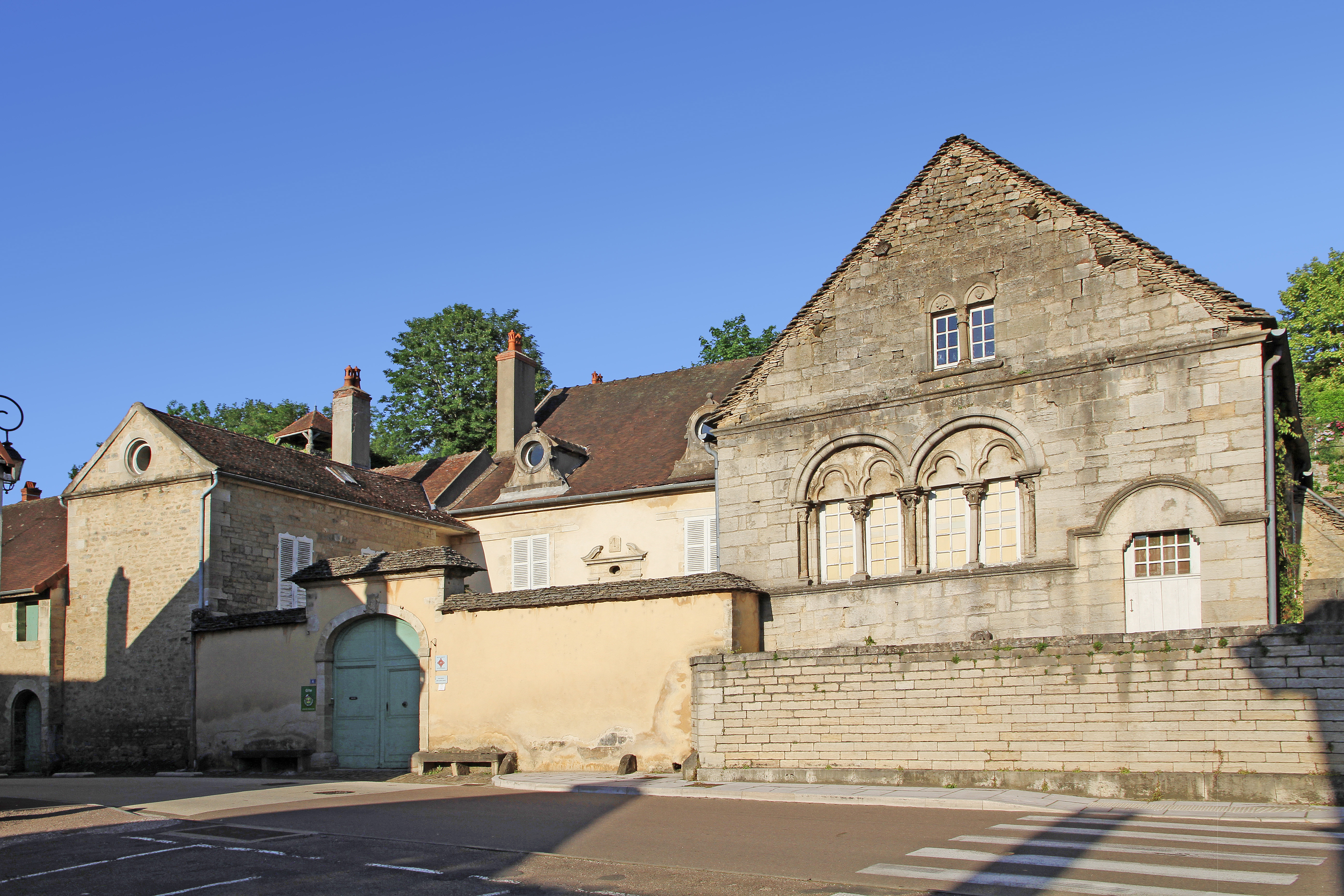
Maison Bélime.
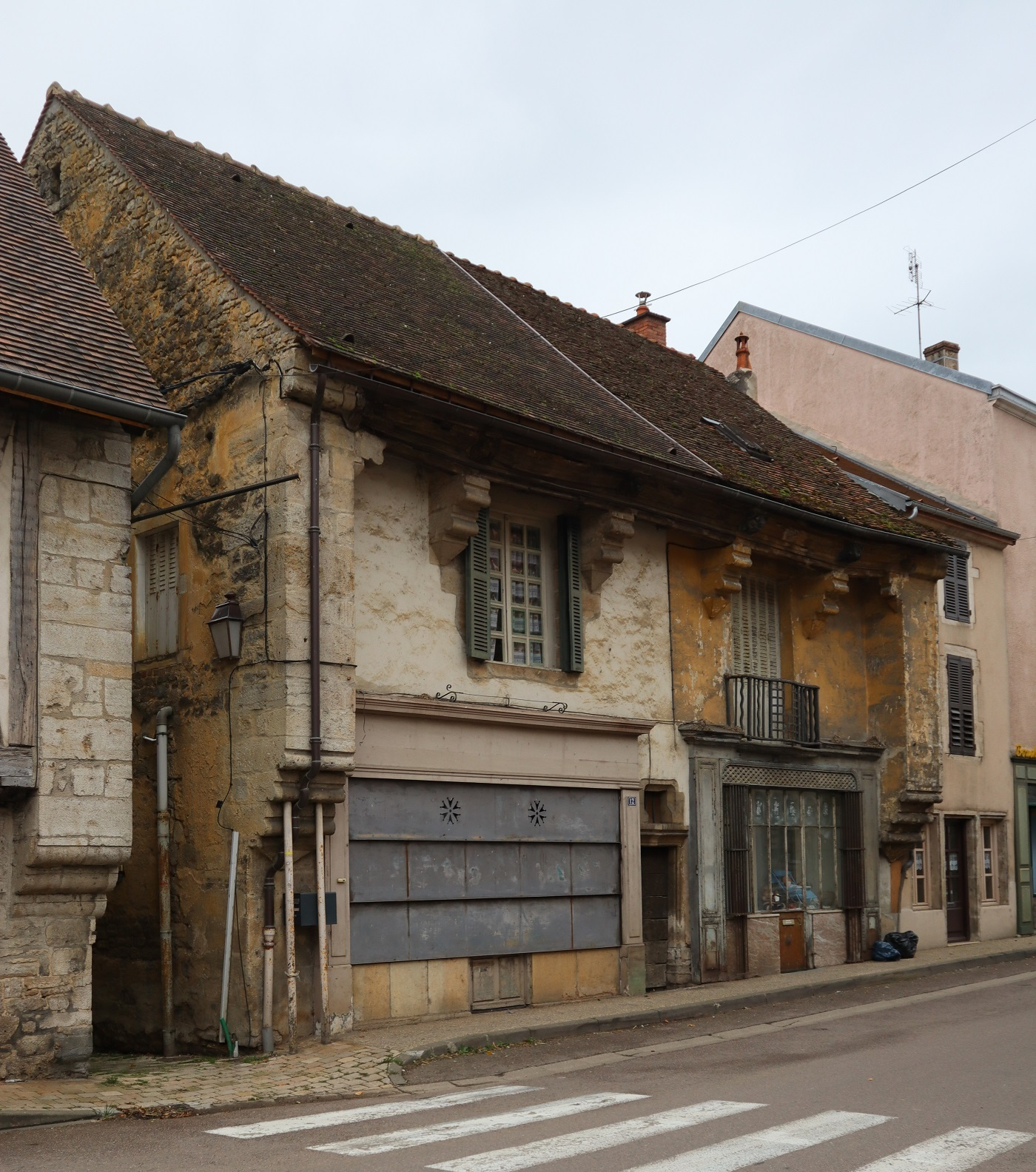
Hôtel Ferrand.
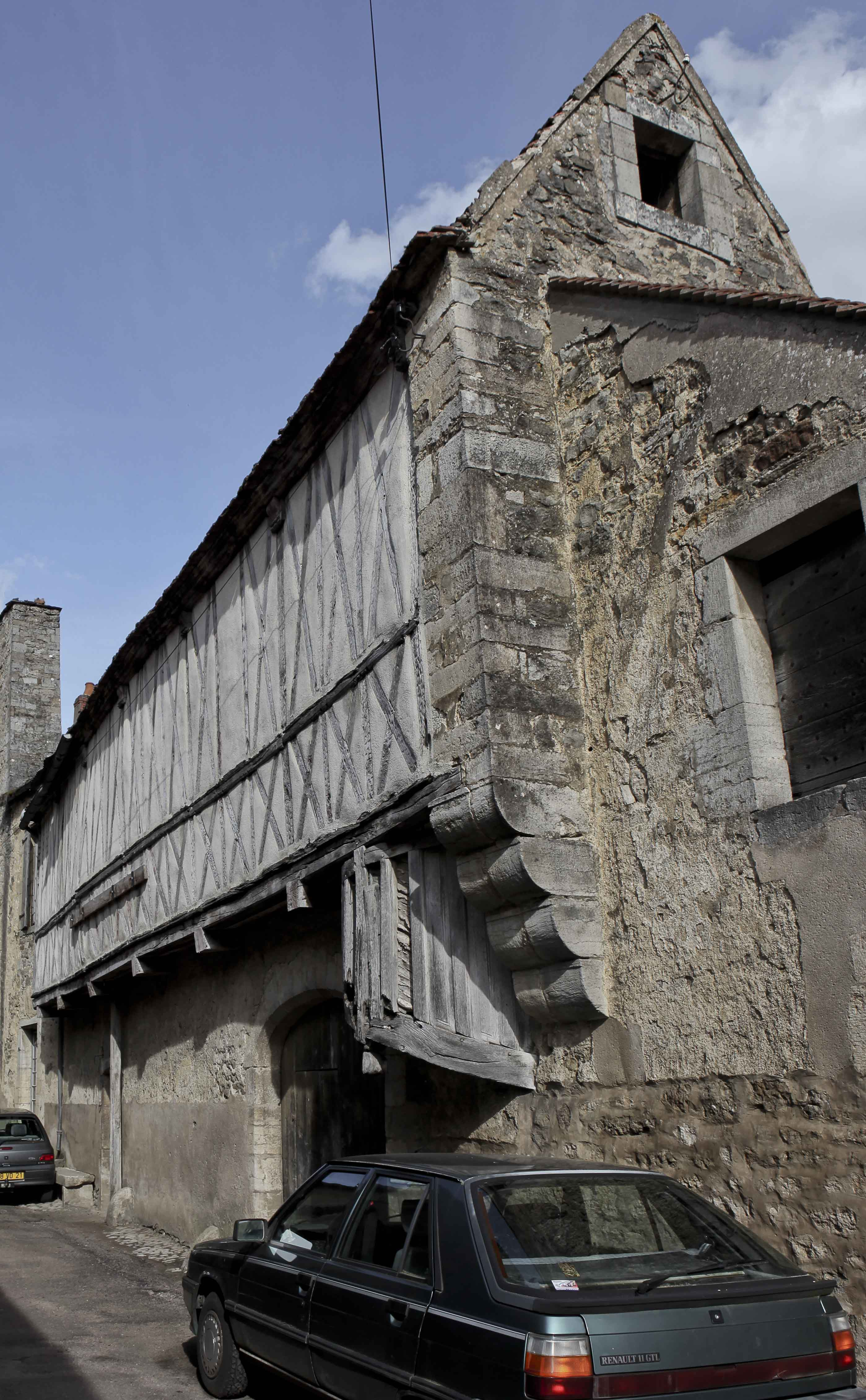
Hotel Piget.
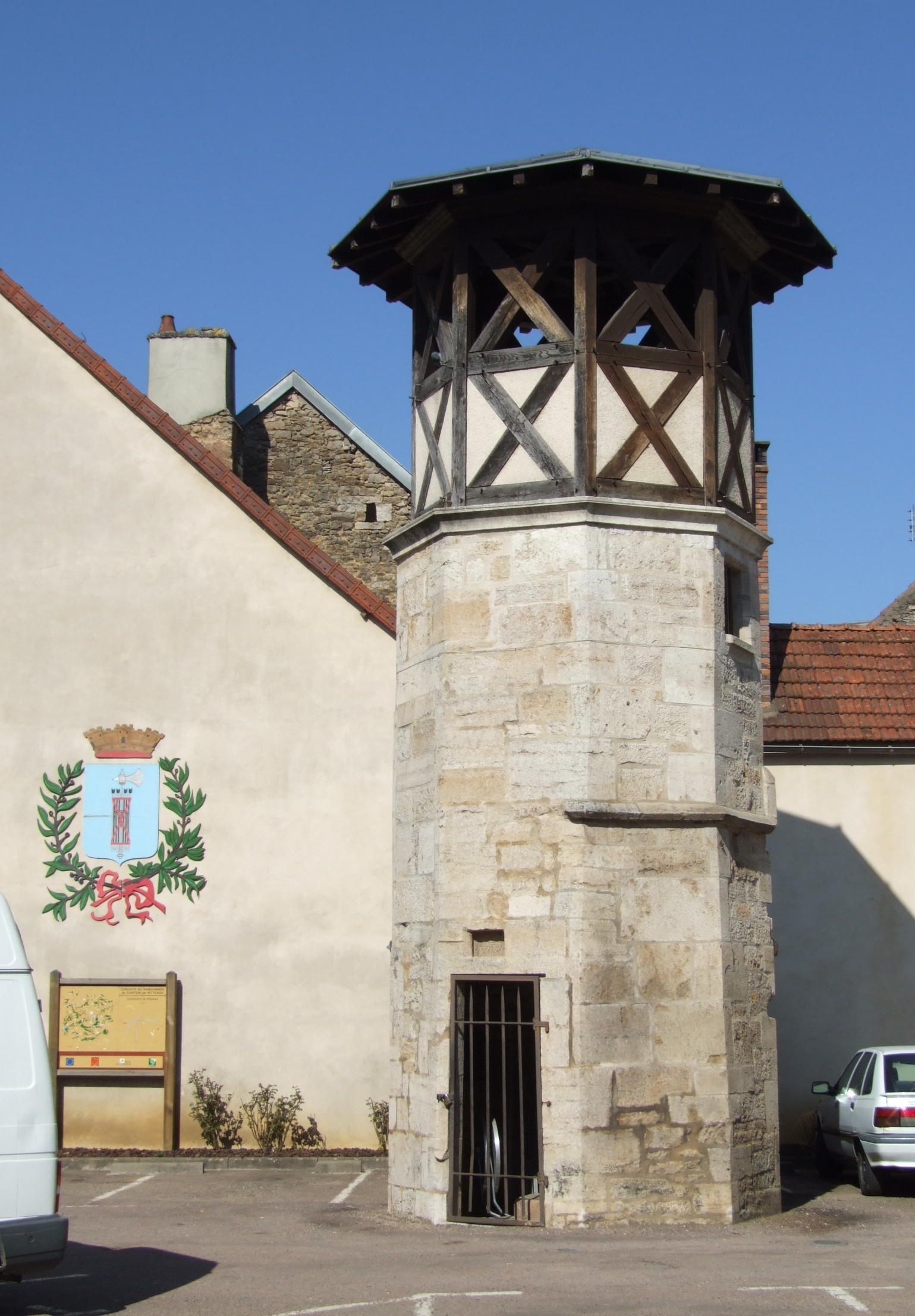
Tour octogonale.

- le site de l'ancien château
  - la tour de Guet, construite sur une ancienne tour du château (tour de la prison), elle offre un superbe panorama sur Vitteaux et l’éperon barré de Myard.
  - le puits, où se réfugierait selon la légende la vouivre.
  - les fossés du château creusés dans le roc qui peuvent faire jusqu'à 6 mètres de profondeur.
  - l'ancienne entrée du château dont ne subsiste plus que les soubassements des deux tours rondes qui encadraient un pont-levis.
  - l'ancienne chapelle du château, seule la façade en est visible, le reste du bâtiment a été réhabilité.
- les fortifications du village : on peut encore croiser plusieurs tours des anciennes fortifications du village. La tour la plus remarquable était la tour-porche qui enjambe la rivière.

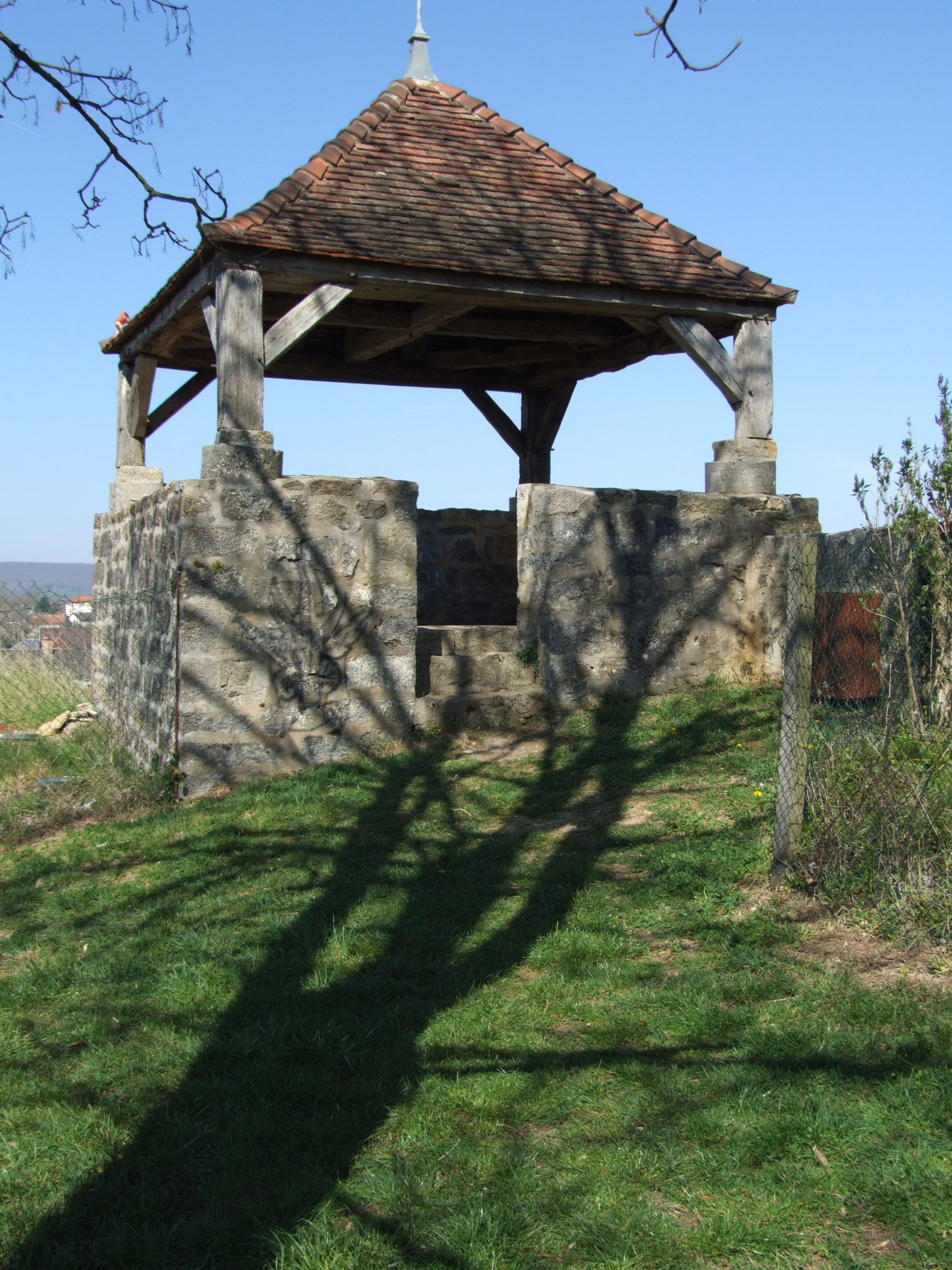
Tour de guet de l'ancien château.
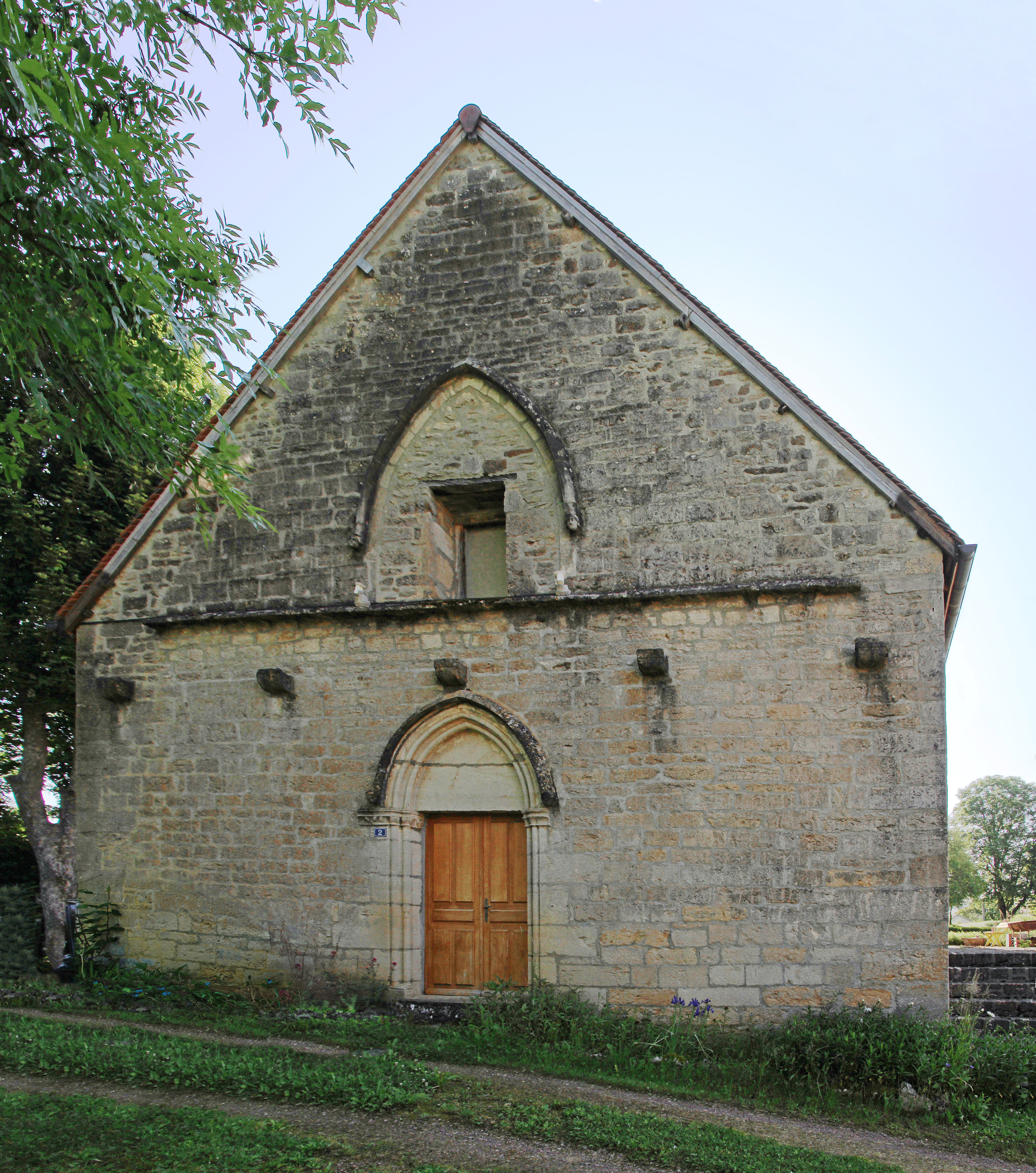
Ancienne chapelle du château.
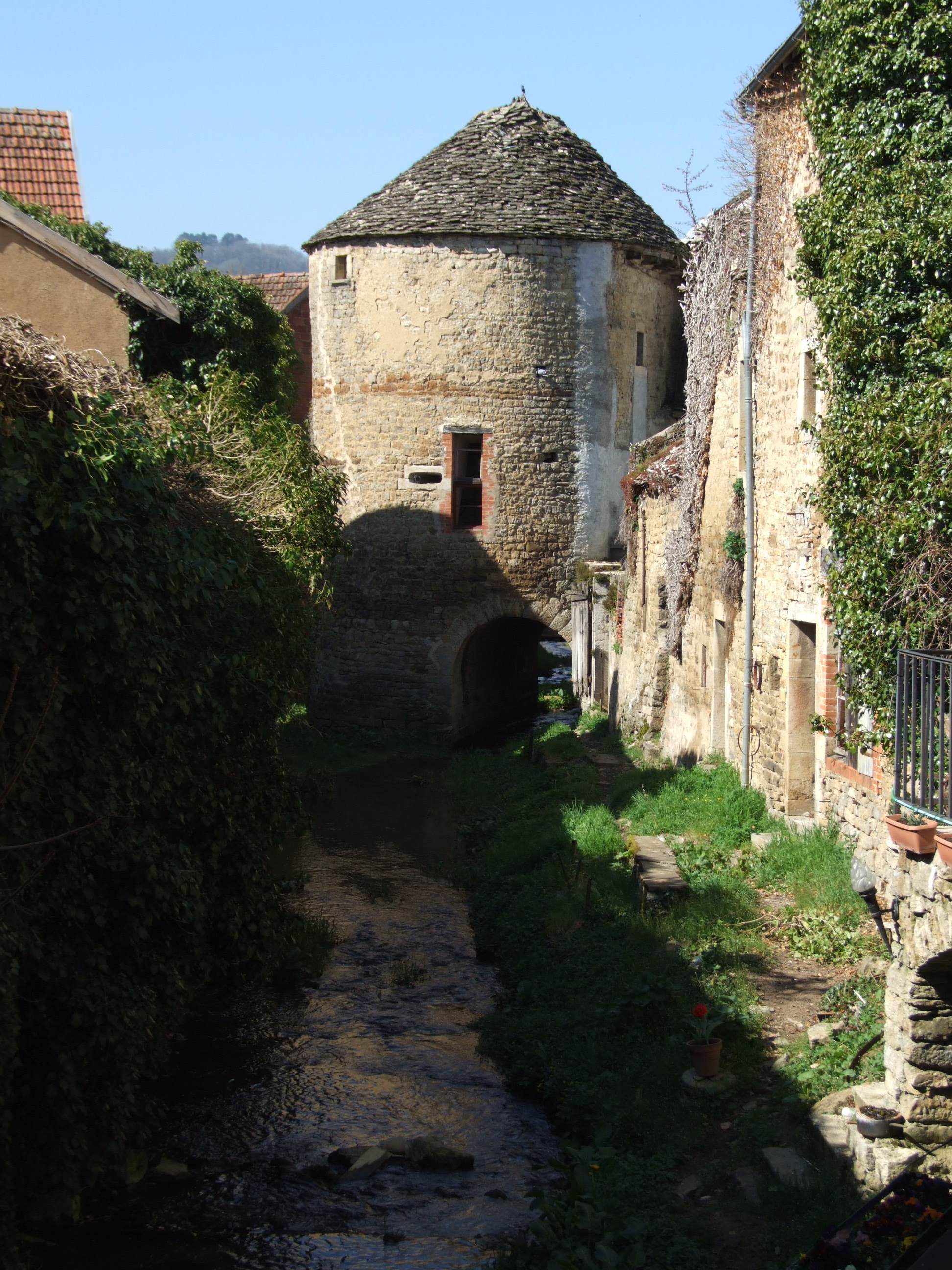
Rempart du bourg médiéval,
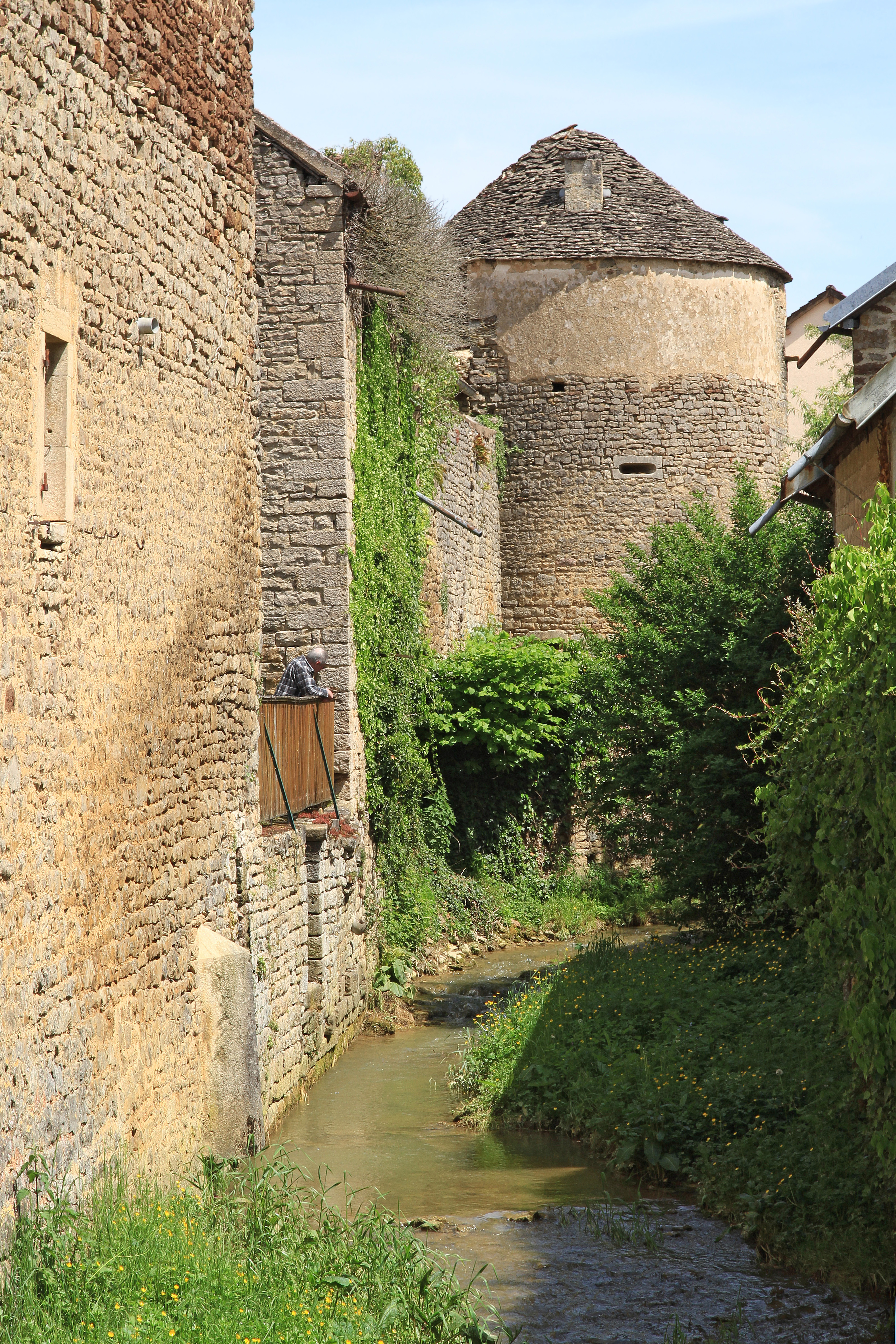
le long du ru de la Batarde...
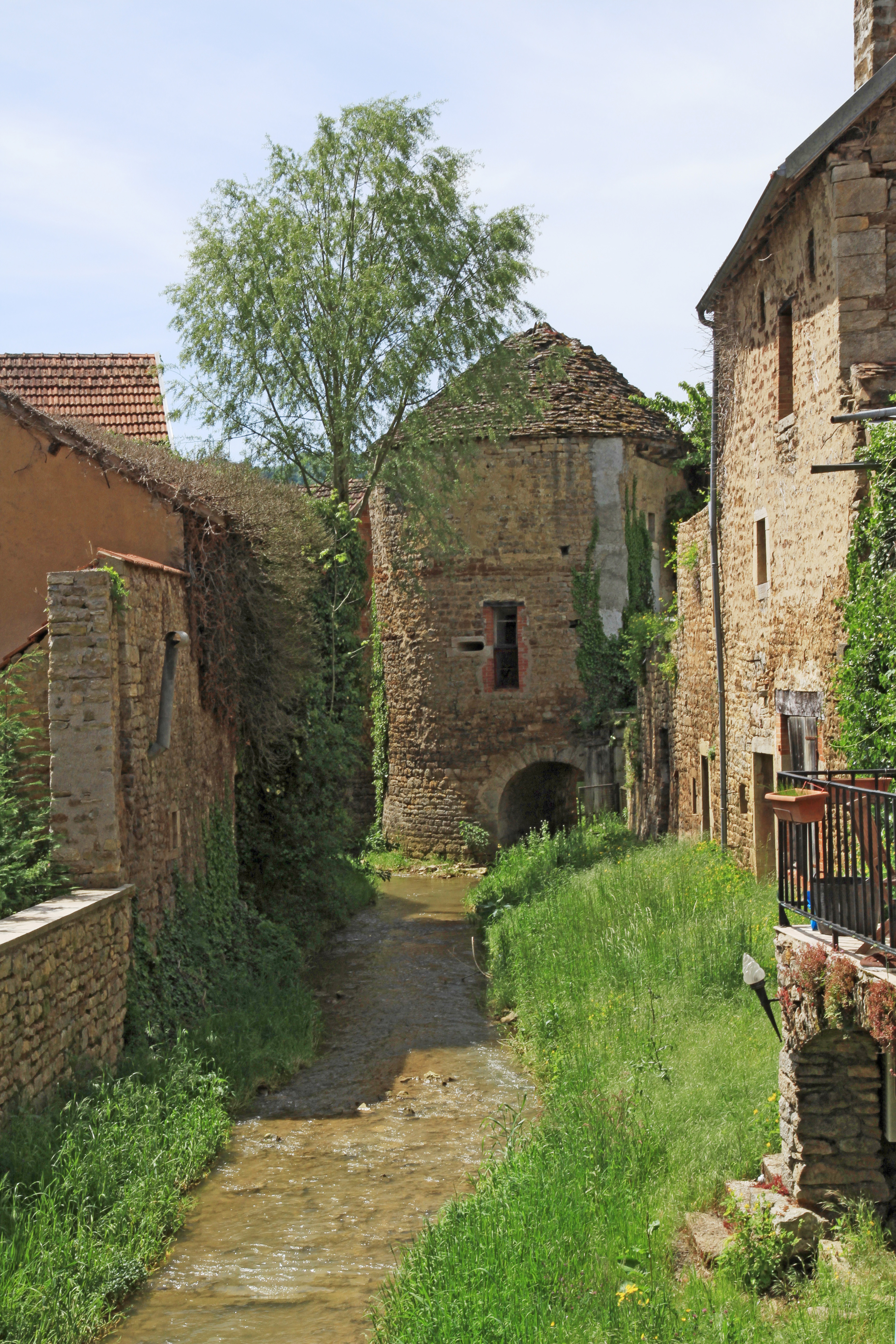
qui passe sous la tour-porche.

- le patrimoine civil
  - les halles datant des XIIIe siècle et XIVe siècle. Elles ont été partiellement reconstruites au XVIIe siècle. On y organisait encore de grands banquets au début du siècle. Elles servent de nos jours d'entrepôt ( Classé MH (1964))[33].
  - l'hôpital Saint-Nicolas et sa chapelle, construit en 1750 et financé par le don de Claude de Baudenet ( Classé MH (2004))[34].
  - L'hippodrome de Marcilly (installé sur les communes de Vitteaux et de Marcilly-et-Dracy) créé par Gilbert Mathieu, ancien député-maire, des courses nationales y ont lieu chaque été[35].
  - les lavoirs, dont un à impluvium.
  - le four, décoré par les enfants des écoles, édifié pour la cuisson d'une brioche géante.
  - Le colombier à toit de lave et muni d'une radière (et non d'un larmier) destinée à empêcher les rongeurs d'accéder aux boulins.

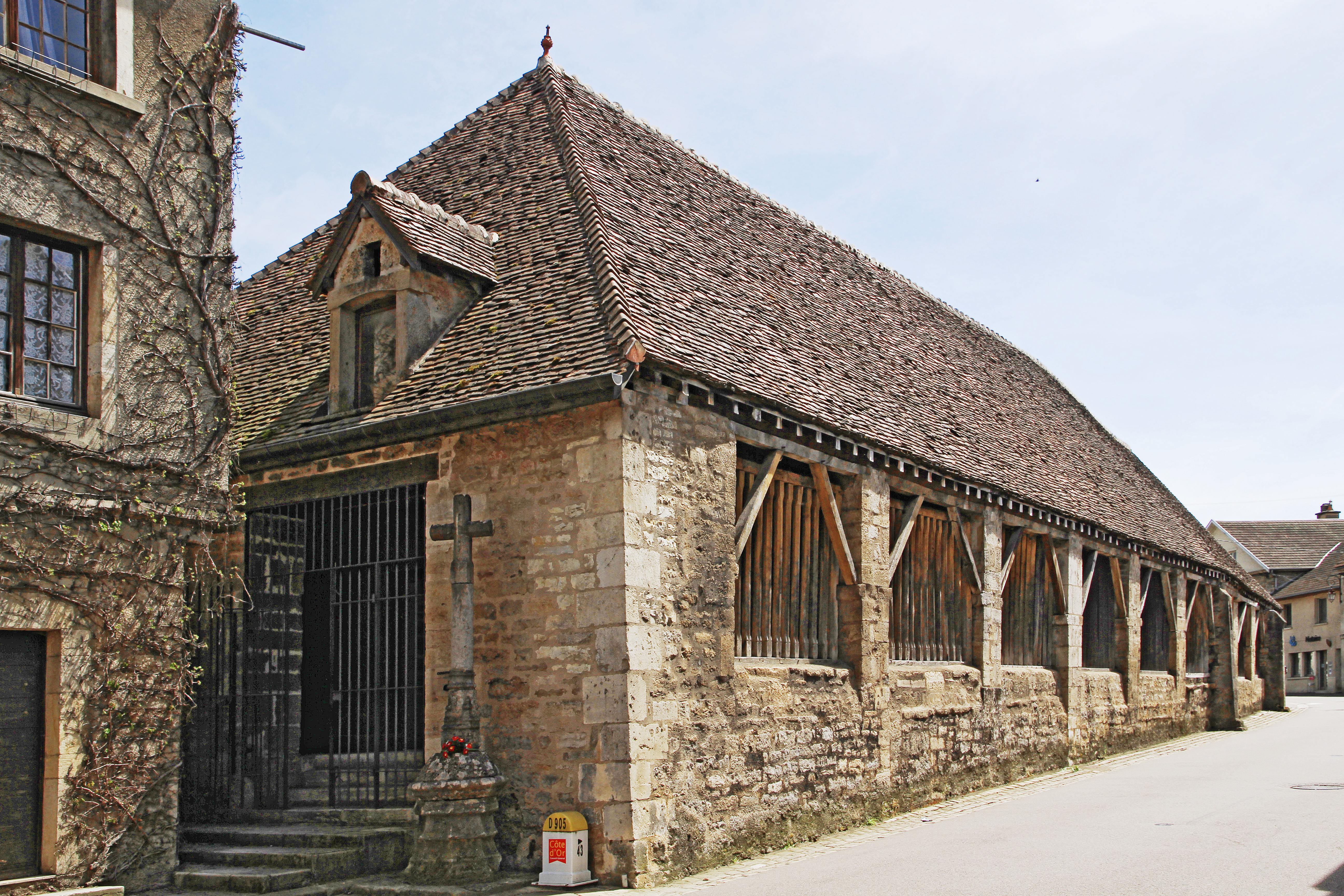
Halles.
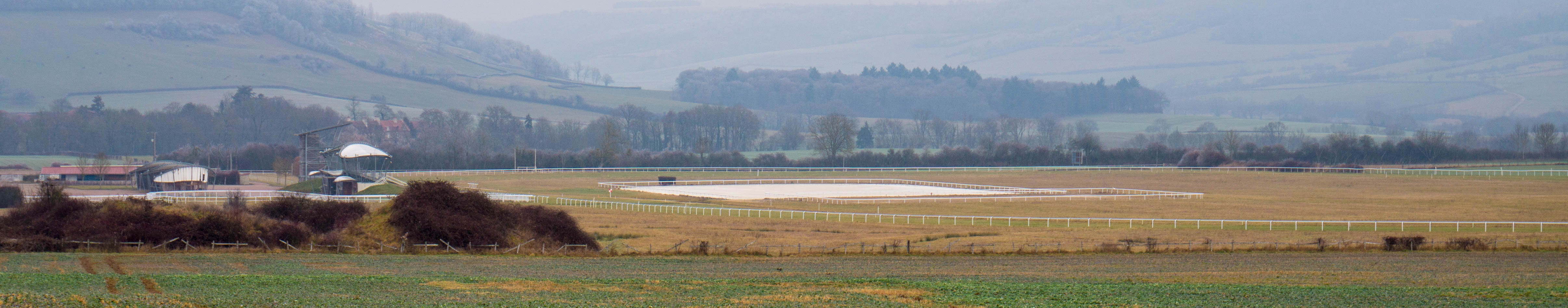
Hippodrome de Marcilly.
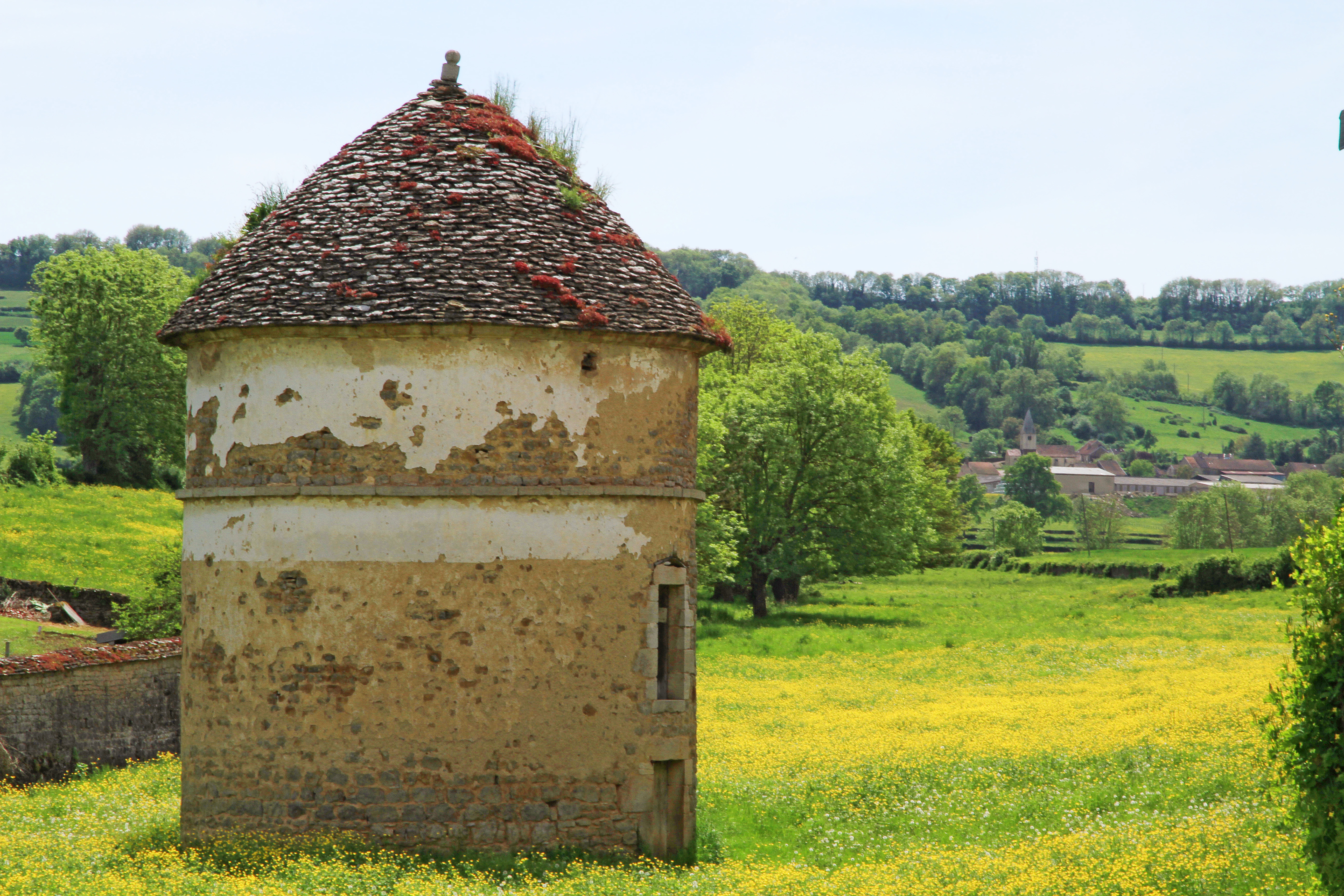
Colombier.
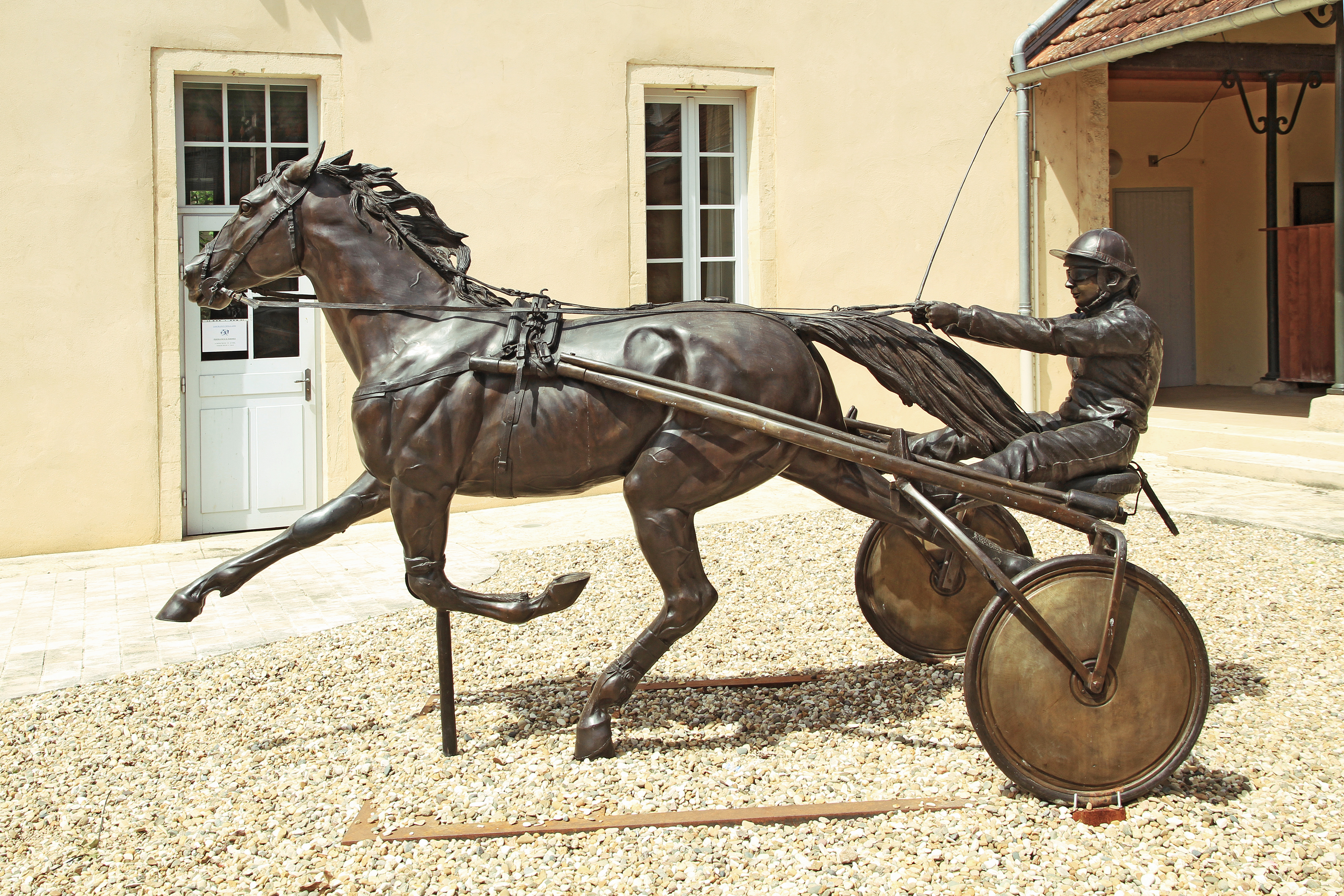
Sculpture dans la cour de l'hôtel de ville.

- Art
  - le parcours d'ombres nocturne dans les ruelles de Vitteaux est un circuit ombres et lumières avec le théâtre d’ombres par Christian Boltanski réalisé en 2004: les maisons s’animent de silhouettes fugitives dans le centre de Vitteaux[36].
  - la soucoupe volante, de Sylvie Fleury dans le parc de la ville inauguré en 2007[37].

### Personnalités liées à la commune
- Hubert Languet, diplomate français protestant né en 1518 dans l'actuelle maison Bélime.
- Raymond Breton (1609-1679), missionnaire et linguiste dominicain, auteur du premier dictionnaire français-caribe, né à Vitteaux[38].
- François Simon-Grandchamps (1746-1807), général français de la Révolution et de l’Empire, né à Vitteaux.
- Jean Ponsard (1747-1814), général français de la Révolution et de l’Empire, né à Vitteaux.
- Marc-Antoine Sirugue, dit Sirugue-Maret, (17 mai 1754 - Vitteaux ✝ 26 avril 1842 - Rouen), Docteur en médecine, maire de Vitteaux (1783-1791), député à la Convention nationale (1795), colonel de gendarmerie, député de la Côte-d'Or au Corps législatif (1808-1814), chevalier Sirugue et de l'Empire (1808), 1er baron Sirugue et de l'Empire (1814). Il était le beau-frère d'Hugues-Bernard Maret, duc de Bassano.
- Louis Daniel Champy (1763-1831), maître de forges en Alsace né à Vitteaux. À la tête d'une fortune considérable, il investira notamment dans le vignoble de Côte-d'Or.
- Jean-Baptiste Touzet (1769-1834), homme politique, maire de Semur-en-Auxois, député de la Côte-d'Or en 1815, pendant les Cent-Jours.
- Maurice Noirot (1849-1930), maire de Reims.
- Gustave Chapuis (1851-1920), homme politique, député, sénateur de 1911 à 1920, maire de Toul.
- Étienne-Maxime Vallée (1853-1881), artiste peintre rattaché à l’école de Barbizon, y est né.
- Georges Dumoulin (1882-1959), peintre et artiste verrier, y est né.
- Gilbert Mathieu (12 mai 1920 - 11 septembre 2009), notaire de Vitteaux, il fut également maire, conseiller général et député de 4e circonscription de la Côte-d'Or de 1968 à 1993.
- François Sauvadet, ancien ministre de la fonction publique (gouvernement François Fillon), ancien maire de Vitteaux, et porte-parole national du Nouveau Centre. François Sauvadet a passé sa scolarité au lycée Montchapet de Dijon.

### Héraldique

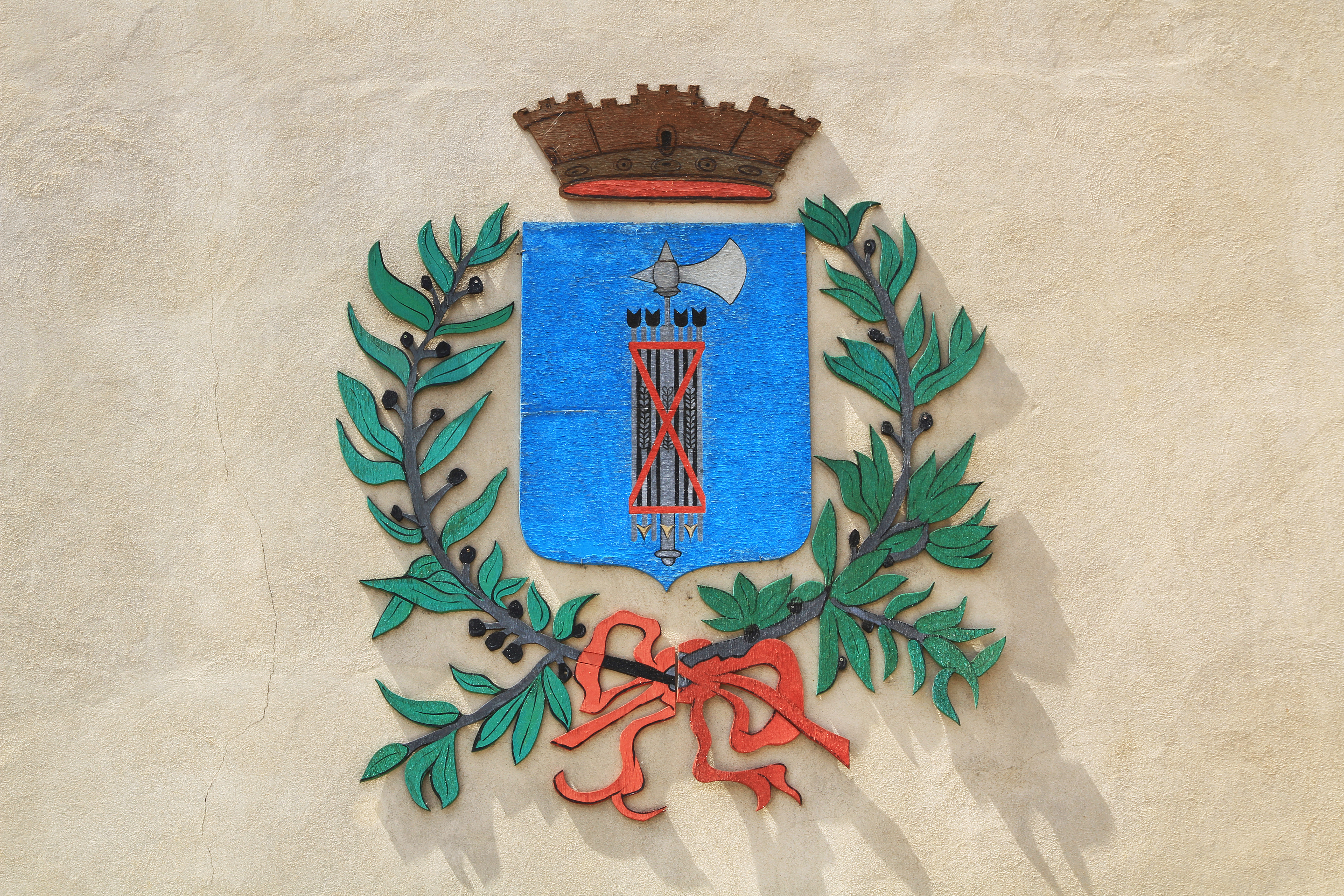
Les armes sur un mur de la ville.

| Armes de Vitteaux | Les armes de Vitteaux se blasonnent ainsi : D'azur à la hache consulaire contournée d'argent, le faisceau formé de flèches renversées du même, leurs pointes émoussées de sable, et lié de gueules. |